# 宮城交通
宮城交通株式会社（みやぎこうつう、英文社名： Miyagi Transportation. Co., Ltd. ）は、宮城県仙台市泉区に本社を置き、仙台市内を拠点に乗合バス・貸切バス事業などを営むバス事業者である。名鉄グループに属する。
仙台都市圏の一般路線バスおよび、仙台などを発着地とする中長距離路線バスを運行する。かつては宮城県内全域でバス事業を行っていたが、後に地域ごとに分社し、仙台近郊のバス事業と高速バス事業を中心に営業している。子会社のミヤコーバスなど関連会社と共にミヤコーグループ (Miyakoh Group) を形成している。

## 概要
予想される輸送量の減少に備え、合理的な運営を図るため経営統合が企図され、1970年10月1日に宮城バス・宮城中央バス・仙南交通が合併して宮城交通を設立し、宮城県内の全域を網羅する交通企業となった。また関連事業として蔵王ハイライン（有料道路）の管理を行っている。
近年では人手不足が深刻化しており、2017年10月にはそれまで仙台市営バスの並走区間・営業譲受路線において適用されていた仙台市交通局賃率への準拠を取りやめ、全区間で自社賃率に切り替えを行うこととした。これに合わせて自社賃率の引き上げも行うこととなり、10円〜50円程度の運賃値上げとなった（初乗り170円区間は150円に値下げ）。
交通安全のためデイライト運動を実施しており、昼夜問わず常時点灯を行うとともに、バス車両には「ライト点灯中」と表示している。

## 沿革

### 統合まで
統合した各社の詳細については、各社の項目（#前身会社）も参照。
- 1928年（昭和3年）： 栗原電鉄がバス事業を開始。
- 1929年（昭和4年）： 秋保電気鉄道が長町 - 秋保温泉間でバス事業を開始。
- 1937年（昭和12年）6月30日： 仙南温泉軌道廃止、バス専業になる。
- 1943年（昭和18年）4月1日： 仙南温泉軌道・刈田自動車が合併し、仙南交通自動車を設立。
- 1945年（昭和20年）3月31日： 栗原地方のバス会社9社が合併し、陸前乗合自動車を設立。
- 1950年（昭和25年）3月1日： 仙北鉄道築館線廃止、バス転換。
- 1958年（昭和33年）： 栗原電鉄が経営難に陥った陸前乗合自動車の援助として資本参加。
- 1959年（昭和34年）7月1日： 秋保電気鉄道・仙南交通自動車が合併し、仙南交通を設立。
- 1960年（昭和35年）： 仙台鉄道が軌道を廃止しバス転換。
- 1961年（昭和36年）5月8日： 仙南交通が鉄道を廃止。
- 1962年（昭和37年）
  - 4月17日： 仙台鉄道・古川交通・塩釜交通が合併し、宮城バス（初代）を設立[5]。
  - 6月： 仙南交通などが出資し、東北急行バスを設立。
- 1964年（昭和39年）
  - 4月14日： 仙北鉄道が宮城バスを吸収合併、同時に宮城バス（2代）に改名[5]。
  - 5月22日： 栗原電鉄・陸前乗合自動車が合併し、宮城中央交通を設立。
- 1968年（昭和43年）
  - 3月25日： 宮城バス仙北鉄道登米線廃止、バス転換[5]。
  - 6月： 宮城バス・宮城中央交通などが出資し、東日本急行を設立。
  - 8月24日： 宮城中央交通のバス部門が分離し、宮城中央バスを設立[2]。

### 統合後
- 1970年（昭和45年）10月1日： 宮城バス・宮城中央バス・仙南交通の3社新設合併により、宮城交通株式会社 営業開始[2]。
- 1973年（昭和48年）9月13日： 宮交開発株式会社を設立。
- 1975年（昭和50年）
  - 3月20日： 名古屋鉄道が経営参加。
  - 12月： 国鉄との車扱貨物および小荷物連絡運輸廃止。
- 1977年（昭和52年）1月17日： 株式会社宮城交通トラベルを設立。
- 1979年（昭和54年）
  - 2月27日： 経営危機に陥り、会社は労使合意破棄と賃金欠配する。これに組合は残業拒否闘争開始、3月10日から無期限ストライキ突入予告。
  - 3月10日： 宮城県・宮城交通・宮交労組との3者会談により会社再建で合意、ストは回避。
- 1981年（昭和56年）
  - 8月1日： （旧）仙台南営業所移転により、仙台営業所開設。
  - 10月8日： 株式会社宮交自動車学校を設立。
- 1982年（昭和57年）5月17日： ワンマン化率100％を達成。
- 1983年（昭和58年）4月1日： 宮城交通観光バス株式会社を設立[2]。
- 1987年（昭和62年）7月15日： 仙台市地下鉄南北線富沢駅 - 八乙女駅間開業に伴い、バス路線の大幅改編実施。
- 1989年（平成元年）
  - 3月21日： 都市間高速バスの運行を開始（成田線「ポーラスター号」）。
  - 10月16日： 宮交自動車整備株式会社を設立。
- 1991年（平成3年）4月1日： 株式会社宮城交通アド企画を設立。
- 1992年（平成4年）
  - 7月1日： 宮交栗原バス株式会社を設立。
  - 7月15日： 仙台市地下鉄南北線八乙女駅 - 泉中央駅間延伸開業にともない、泉地区のバス路線の大幅改編実施。
- 1993年（平成5年）3月15日： 富谷営業所開設、吉岡営業所と泉営業所は案内所となる。
- 1994年（平成6年）9月15日： 乗合自動車事業にプリペイドカードシステム導入。
- 1995年（平成7年）4月1日： 宮交登米バス株式会社を設立。
- 1996年（平成8年）4月24日： 宮交保険サービス株式会社を設立。
- 1997年（平成9年）
  - 1月： 長町ターミナル閉鎖。
  - 4月1日： 宮交大崎バス株式会社を設立。
  - 7月17日： 岩沼営業所移転により、名取営業所開設。
  - 10月： 仙台市交通局より名取・岩沼地区のバス路線（4路線、10系統）を讓受。
- 1998年（平成10年）
  - 4月1日： 宮交気仙沼バス株式会社（現・ミヤコーバス）を設立。
  - 10月1日： 株式会社宮交バスシステム、宮交石巻バス株式会社、宮交仙南バス株式会社をそれぞれ設立。

### 事業会社新設後

#### 株式会社ミヤコー
- 2000年（平成12年）10月1日： 宮城交通株式会社、宮交開発株式会社が合併し、株式会社ミヤコーに商号変更[6]。 同時に事業会社として新宮城交通株式会社を設立してバス事業等を譲渡[6]（譲渡後に新宮城交通から宮城交通へ商号変更）。
- 2001年（平成13年）4月1日： 宮城交通観光バス株式会社が、株式会社宮城交通トラベル、宮交商事株式会社を吸収合併した上で、宮交観光サービス株式会社に商号変更するとともに、事業内容を旅行業へ変更し貸切バス事業から撤退（存続会社は宮城交通観光バス）[7]。
- 2003年（平成15年）7月7日： 本社を青葉区昭和町（北仙台）から泉区泉ヶ丘に移転。
- 2007年（平成19年）1月1日： 宮交気仙沼バスを株式会社ミヤコーバスに改称、宮城交通以外のグループ会社の全路線バス事業を譲受させ、各路線バス会社を清算。宮交自動車整備株式会社、株式会社宮交アド保険が統合し、宮交整備アド保険株式会社に商号変更。

#### 宮城交通株式会社
- 2000年（平成12年）10月1日： ミヤコーの子会社として、新宮城交通株式会社を発足[6]、ミヤコーからバス事業などを譲受[6]。即日商号変更を実施し、宮城交通株式会社となる[6]。
- 2002年（平成14年）
  - 3月：仙台市がオムニバスタウンに指定され、オムニバスタウン事業を開始。
  - 10月7日： 仙台市交通局より仙台泉地区のバス路線（3路線、15系統）の讓受、泉営業所（2代）開設。
- 2003年（平成15年）7月7日： 本社を青葉区昭和町（北仙台）から泉区泉ヶ丘に移転。北仙台ターミナル廃止。
- 2004年（平成16年）3月30日： 仙台市交通局より宮城学院線・尚絅学院大線（2路線、4系統）を讓受。
- 2005年（平成17年）
  - 9月： 海岸線、亘理線、鳥の海線廃止（亘理町、山元町より撤退）。
  - 10月1日： 宮交観光サービス山形営業所を宮城交通管轄に変更。山形 - 仙台空港線、山形 - 仙台線を担当。
- 2006年（平成18年）
  - 3月1日： 貸切バス事業を再編、宮交観光サービスを統合。観光サービス本社（旧宮城交通泉案内所）は宮城交通仙台北営業所となる。
  - 4月： バスロケーションシステム「どこバス仙台」運用開始。
  - 7月1日： 塩釜営業所利府車庫と富谷営業所泉中央車庫を統合、泉営業所野村車庫開設。

### 再統合後
- 2007年（平成19年）
  - 4月1日： 株式会社ミヤコーが宮城交通株式会社を吸収合併。「宮城交通株式会社」に商号変更。
  - 10月1日： 名取営業所の路線をミヤコーバスへ移管。
- 2008年（平成20年）
  - 4月1日： 仙台市営バス岡田出張所の仙台市宮城野区・若林区のバス路線（10路線、25系統）の運転業務および車両管理業務受託開始（岡田受託出張所開設）。
  - 8月1日： 塩釜営業所の路線をミヤコーバスへ移管。
  - 10月16日： 仙台営業所村田駐在所の路線をミヤコーバスへ移管。
- 2009年（平成21年）10月6日： 宮交仙台高速バスセンターが新装オープン[8]従来はほぼ同じ場所に単独の建物で「宮交高速バス総合案内所」と称していた。
- 2010年（平成22年）
  - 4月1日： 仙台市営バス東仙台営業所の一部業務委託のために新寺出張所を開設、同出張所の仙台市宮城野区・青葉区のバス路線の運転業務および車両管理業務受託開始（新寺受託出張所開設）。
  - 7月16日： 長町定期券販売所を移設し、地下鉄長町南駅乗車券販売所とする。
- 2011年（平成23年）
  - 3月11日： 東日本大震災（東北地方太平洋沖地震）発生。
  - 6月1日： 仙台市営バスの受委託事業所の振替。東仙台営業所のバス路線の運転業務および車両管理業務受託開始[注釈 1]。新寺出張所は交通局直営に変更（新寺受託出張所→東仙台受託出張所に移転）。
  - 12月13日： 2014年度をめどにIC乗車カードを導入予定と発表（仙台市交通局（地下鉄・バスとも）も同時導入予定）。東日本旅客鉄道（JR東日本）Suicaとの相互利用も2016年3月26日より相互利用される予定[9][10]。その後、仙台市地下鉄東西線・仙台市営バスがICカード『icsca』に参加する2015年に導入を延期することを発表（ICカード自体は、仙台市地下鉄南北線にのみ、2014年に先行導入）。
- 2012年（平成24年）4月1日： 仙台市営バスの受委託事業所を振替実施（岡田受託出張所→新寺受託出張所に事実上移転）[注釈 2]。
- 2013年（平成25年）4月1日： 仙台市交通局霞の目営業所の受託に先立ち、本体との振り替え実施までの暫定処置として、同新寺出張所と霞の目分室の受託を開始し、併せて霞の目受託出張所を開設。
- 2015年（平成27年）12月6日： 宮城交通の一般路線全線、高速路線：高速仙台山形線・上山線において、ICカード乗車券「icsca」を導入[11]。
- 2016年（平成28年）3月26日：交通系ICカード全国相互利用サービスによる、icscaとSuicaの仙台エリアでの相互利用を開始。
- 2017年（平成29年）
  - 2月13日：路線バスの運賃改定を国土交通省に申請[12][13]。
  - 3月31日：かつて発行されていた、高速バス路線用の有効期限のない回数区間券の使用を停止。4月1日より1年間、払い戻しの受付を行う。共同事業者側で発行したものは、共同事業者側での対応となる。ミヤコーバス発行分についても、当社では扱わず、ミヤコーバスの窓口での対応となる。
  - 5月26日：2月13日に申請していた路線バスの運賃改定を、当初の2017年7月1日予定から同年10月1日以降の実施予定と延期することを発表[14][15]。
  - 10月1日：運賃改定。概ね10円〜50円程度の値上げとなる。仙台市交通局賃率の準拠を取りやめるため、仙台市内の初乗り170円区間は150円に値下げとなる[4]。
- 2018年（平成30年）1月：仙台市青葉区上杉2丁目にバス駐車場開設。主に県庁市役所前発着便の待機に使用される。
- 2019年（令和元年）
  - 8月9日：宮城県からの委託を受け、この日より同月27日までのうち11日間、同社路線（富谷営業所管内）での燃料電池バス（トヨタFCバス「SORA」）の実証運行を実施[16][17]。
  - 10月1日：消費税率引き上げに伴い、路線バスの運賃を改定[18][19]。
- 2020年（令和2年）11月23日：同年10月1日の創立50周年に合わせ、記念事業の一環としてデザイン一般公募[20]によるラッピングバスの運行を開始（2022年（令和4年）3月末まで運行予定）[21]。
- 2021年 (令和3年）
  - 3月5日：イオンモール新利府南館の開業にあわせ、（快速）イオンモール新利府線（泉中央駅 - 高玉町 - 運転免許センター - イオンモール新利府南館）の運行を開始（土日祝日のみ運行）[22]。
  - 3月24日：燃料電池 (FC) バス（トヨタFCバス「SORA」）を富谷営業所に1台リース導入。仙台圏北部の路線で運行を開始[23][24]。
- 2022年（令和4年）10月1日：仙台都心循環バス「まちのり『チョコット』withラプラス」[25]と宮城野原エリア新路線（虹の丘団地線を仙台駅前から宮城野原駐車場まで延伸）の運行を開始[26]。
- 2023年（令和5年）3月21日：仙台都心循環バス「まちのり『チョコット』withラプラス」に、仙台市内で初となる小型電気バス（EVバス、EVモーターズジャパン製）2台を導入[27][28]。
- 2025年（令和7年）3月1日：路線バスの運賃を改定[29]。

## 営業所・出張所・案内所
特記以外は、全て宮城県内に所在する。
- 本社

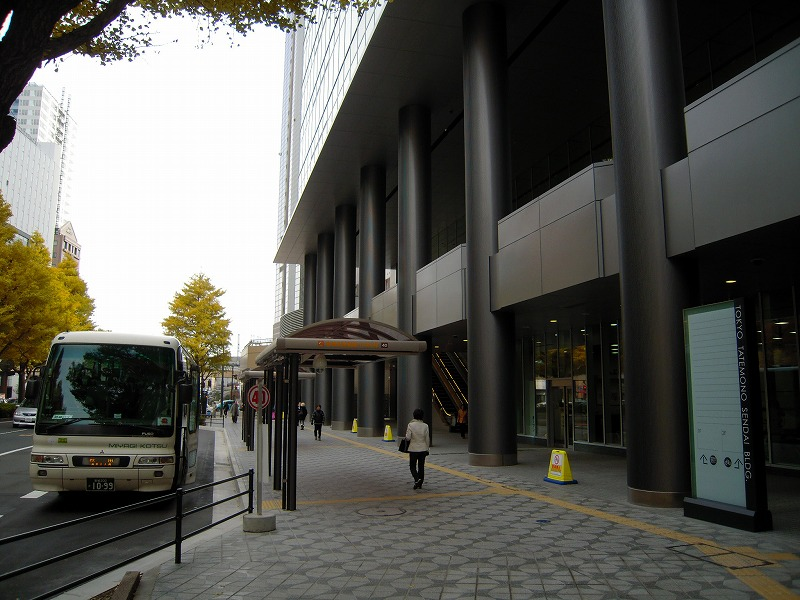
宮交仙台高速バスセンター

  - 所在地：仙台市泉区泉ヶ丘三丁目13-20
  - 土曜・日曜・祝日は休業
  - 仙台北営業所（2代）に隣接（同一地点ではない）。
- 宮交仙台高速バスセンター
  - 所在地：仙台市青葉区中央一丁目6-35 東京建物仙台ビル1階
- 仙台駅前案内所
  - 所在地：仙台市青葉区中央一丁目1-16 仙台駅西口バスプール8番ポール付近
- 仙台営業所（山田自由ヶ丘車庫）
  - 所在地：仙台市太白区山田山田山24-2
- 仙台南営業所（2代）
  - 所在地：名取市高舘熊野堂字五反田76
- 仙台北営業所（2代）
  - 所在地：仙台市泉区泉ヶ丘三丁目14-15
- 富谷営業所
  - 所在地：富谷市三ノ関太子堂西108
- 吉岡案内所
  - 所在地：黒川郡大和町吉岡字車東16-8
- 泉営業所（2代、泉パークタウン車庫）
  - 所在地：仙台市泉区明通四丁目1
- 泉営業所 野村車庫
  - 所在地：仙台市泉区野村馬場屋敷5-1
- 山形営業所
  - 所在地：山形県山形市飯田西五丁目6-12
- 東仙台受託営業所
  - 所在地：仙台市宮城野区燕沢一丁目27-10
  - 仙台市営バス東仙台営業所内にある管理受託のための事業所。
  - 2011年6月に受託事業所の振替に伴い、新寺受託出張所が移転。受託営業所化。
- 霞の目受託営業所
  - 所在地：仙台市若林区かすみ町9-1
  - 仙台市交通局霞の目営業所内にある管理受託のための事業所。
  - 2013年4月、仙台市交通局霞の目営業所敷地内に霞の目営業所分室開設と同時に霞の目受託出張所として設置。
  - 2015年12月6日、新寺受託出張所と統合し、受託営業所化。

### 統廃合された出張所・案内所
- 川崎案内所
  - 所在地：柴田郡川崎町前川北原22-1
  - 2015年12月5日をもって閉鎖。
- 岡田受託出張所
  - 所在地：仙台市宮城野区蒲生前通12-1
  - 仙台市営バス霞の目営業所岡田出張所内に所在した管理受託のための事業所。
  - 東日本大震災で被災したため業務を停止。2012年4月1日より新寺受託出張所が復活する形で事実上機能移転ののち、2013年4月の更新時に、かつて当出張所が受託した路線も新寺受託出張所での契約となった。
- 新寺受託出張所
  - 所在地：仙台市若林区新寺一丁目1-30
  - 仙台市営バス霞の目営業所新寺出張所内にある管理受託のための事業所。
  - 2010年4月、仙台市交通局東仙台営業所新寺出張所開設と同時に設置。
  - 2011年6月、受託事業所の振替に伴い、東仙台受託営業所として移転する形で新寺受託出張所が廃止。
  - 2012年4月、事実上岡田受託出張所が機能移転する形で復活。
  - 2015年12月6日、霞の目受託出張所と統合。

### 駐車場等
いずれも折り返し待機専用の車庫で、車両・乗務員の配置はない。高速車やミヤコーバスも入庫する。
- 小田原車庫
  - 所在地：仙台市宮城野区小田原一丁目2-19（宮交観光サービスの本社事務所を併設）
  - 市内各方面からの路線バスの折り返し待機・休憩所として使用されている。また、一部高速バスの休憩所ともなっている。
- 北根車庫
  - 所在地：仙台市青葉区北根二丁目
  - かつては、長町方面からの路線バスは北仙台駅近くにあった北仙台ターミナル（旧本社に隣接）を起点に運行していたが、北仙台ターミナルの廃止に伴い車両待機所としての機能が北根車庫へ移転した。現在は主に仙台発着の高速バス折り返し待機・休憩所として使用されており、福島交通や山交バスの仙台側休憩所ともなっている。
  - 構内に「北根三丁目」停留所があり、北根三丁目始発の唯一の路線であった仙台港線仙台港フェリーターミナル行のみ発車（他の路線では別位置にある「北根三丁目」停留所を使用する）していた。2011年4月18日のダイヤ改正で、始発地が地下鉄泉中央駅に変更となった（現在は仙台駅前発着に変更）が、その後も一部の便は当停留所発となっている。
- 上杉駐車場
  - 所在地：仙台市青葉区上杉二丁目10-20（旧勝山ボウリングクラブ跡地南西部）
  - 県庁市役所前発着路線バスの折り返し待機・休憩所として使用されている。現在はマンション建設の為廃止。

- 仙台市交通局木町通駐車場
  - 所在地場所…仙台市青葉区支倉町3-45
  - 県庁市役所前発着路線バスの折り返し待機・休憩所として一番奥の2台分だけ使用している。

- （宮城球場駐車場）
  - 所在地：仙台市宮城野区宮城野
  - 以前は仙台駅周辺のバス路上駐車対策のため仙台市交通局新寺駐車場が他事業者用駐車場として使用されていたが、出入庫時の渋滞の影響等により当駐車場へ変更されている。

### 乗車券発売所
- 地下鉄長町南駅乗車券販売所
  - 所在地：仙台市太白区長町南三丁目1-60先
  - たいはっくる（長町ターミナル跡地）から移設
- 地下鉄泉中央駅乗車券発売所
  - 所在地：仙台市泉区泉中央一丁目7-1
  - 仙台市交通局乗車券発売所と同じ場所
- 地下鉄八木山動物公園駅乗車券発売所
  - 所在地：仙台市太白区八木山本町一丁目

※2022年1月末で閉鎖
- - 仙台市交通局乗車券発売所と同じ場所

## 路線
一般路線バスを除く各路線について、停車停留所等については路線記事のないもののみ掲載。< >内は共同運行会社。 ※路線記事のあるものについては、詳細は各記事を参照。

### 高速バス路線
- フォレスト号（仙台 - 京都・大阪）<近鉄バス>
- 青葉号（仙台 - 浜松・名古屋）<名鉄バス>
  - 2013年4月1日より10月1日まで、さらに2014年3月3日から同年7月22日まで宮城交通便が運休し名鉄バスによる単独運行となっていた。
  - 2018年5月8日より名鉄バス便が運休、当面の間（一部期間を除き）宮城交通の単独運行となる[31]。
  - 2022年4月15日より浜松駅への停車を開始。これに伴って栄（オアシス21）への停車を取りやめ[32]。

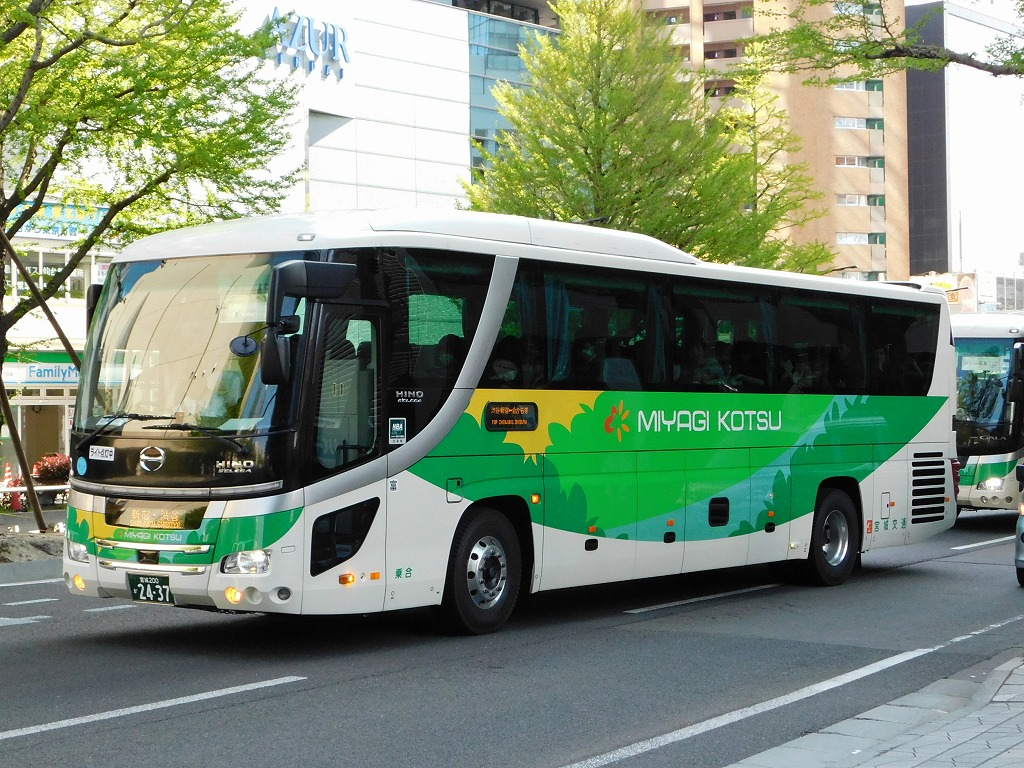
広瀬ライナー号（昼行便）

- 石巻仙台・新宿線（広瀬ライナー） <京王バス>
宮城県石巻市及び仙台市と東京都渋谷区を結ぶ高速バス。宮城交通は新宿行昼行便と仙台・石巻行夜行便を運行。担当は富谷営業所→2021年11月から仙台南営業所。
運行経路
<昼行便>
石巻駅前→（宮城県道6号石巻停車場線）→（国道398号）→（宮城県道16号石巻鹿島台大衡線）→蛇田歩道橋前→（石巻河南IC）→（三陸沿岸道路）→（仙台東部道路）→（仙台東IC）→（宮城県道23号仙台塩釜線）→（宮城県道137号荒浜原町線）→（新寺通り）→（愛宕上杉通り）→（南町通り）→（駅前通り）→（広瀬通り）→仙台駅前（宮交仙台高速バスセンター）→（広瀬通り）→（仙台西道路）→（仙台宮城IC）→（東北自動車道）→（川口JCT）→（首都高速川口線）→（江北JCT）→（首都高速中央環状線）→（板橋JCT）→（首都高速5号池袋線）→（熊野町JCT）→（首都高速中央環状線）→（中野長者橋出入口）→（東京都道317号環状六号線）→（国道20号）→バスタ新宿→（国道246号）→渋谷駅（渋谷マークシティ）
  - 菅生PA・那須高原SA・羽生PA「羽生PAが満車の際は次の佐野藤岡SA」で開放休憩をとる。

<夜行便>
バスタ新宿→渋谷駅（渋谷マークシティ）→（富ヶ谷出入口）→（昼行便の逆経路）→（仙台宮城IC）→（仙台西道路）→（広瀬通り）→（東二番丁通り）→（青葉通り）→（駅前通り）→仙台駅前（宮交仙台高速バスセンター）→（愛宕上杉通り）→幸町五丁目→（宮城県道8号仙台松島線）→（宮城県道3号塩釜吉岡線）→利府役場前→（宮城県道260号利府停車場総合運動公園線）→（利府中IC）→（三陸沿岸道路）→（石巻河南IC）→蛇田歩道橋前→石巻駅前
路線沿革
  - 2006年（平成18年）3月31日 - 運行開始。
  - 2008年（平成20年）1月16日 - この日より同年2月15日まで、「Winterキャンペーン」として新宿 - 仙台間の片道運賃を5,000円（通常6,200円）に、新宿 - 石巻間の片道運賃を6,000円（通常6,900円）にそれぞれ割り引いた。
  - 2008年（平成20年）3月20日 - 宮城県内に幸町五丁目、利府役場前、蛇田歩道橋前の各停留所を追加。
  - 2008年（平成20年）12月1日 - 2009年（平成21年）3月31日までの期間限定で、「早期決済割引」と「冬期キャンペーン」を開始（以降、同様のキャンペーンを繁忙期を除き継続実施）。
  - 2010年（平成22年）4月1日 - この日の出発便より渋谷駅（渋谷マークシティ）に乗り入れ。
  - 2011年（平成23年）3月11日 - この日発生した東北地方太平洋沖地震の影響により運休。
  - 2011年（平成23年）3月19日 - 京王電鉄バスの単独運行で、臨時ダイヤにて新宿高速バスターミナル - 仙台駅前間で運行（新宿発は朝9:00の昼行便、仙台駅前発は22:00の夜行便）。また、この臨時ダイヤ運行中は横4列シートタイプの車両が使用され、料金は片道4,700円（往復割引は設定なし）であった。
  - 2011年（平成23年）4月25日 - 通常の運行区間・運行体制に戻る（宮城交通も運行を再開）。
  - 2012年（平成24年）10月1日 - 石巻・仙台発新宿行の出発時刻を繰り下げ、同時に昼行便を新設。
  - 2013年（平成25年）7月16日 - 昼行便の都内での停車順序を新宿→渋谷の順に変更。
  - 2014年（平成26年）7月25日 - 運賃改定。曜日・便別の運賃体系[33] となり、往復割引・早期決済割引を廃止、WEB決済割引（「ネット割」）を導入。
  - 2016年（平成28年）4月4日 - 新宿駅南口にバスタ新宿開業。これに伴い通常便（1号車） の発着場所を移転[34]。
  - 2019年（令和元年）6月28日 - 運賃改定[35]。
  - 2020年（令和2年）4月6日 - 新型コロナウイルスの影響により、この日より同年6月25日まで宮城交通便が運休（京王便は同年4月20日から5月25日まで運休した）[36]。
  - 2021年（令和3年）1月12日 - この日の出発便より（京王便も含め）当面の間運休[37]。
  - 2021年（令和3年）2月15日 - 2月13日夜に発生した福島県沖地震の影響により東北新幹線が不通になったため、この日より同年2月23日まで代替輸送のため臨時便（京王バスを含め1日4便）を運行[38]。
  - 2021年（令和3年）3月12日 - この日の出発便より運行を再開[39]。
  - 2021年（令和3年）4月29日 - この日の出発便より同年5月11日（のち同年6月24日まで延長）出発便まで運休[40]。
  - 2021年（令和3年）6月25日 - この日の出発便より運行を再開[41]。

使用車両
  - 原則日野・セレガ（ハイデッカー車両・独立3列シート）を使用する[42]。昼行便運行開始前は、三菱ふそう・エアロバスを使用していた（同車両は「ポーラスター号」に転用ののち廃車）また、昼行便運行開始後は三菱ふそう・エアロクィーンも使用された。

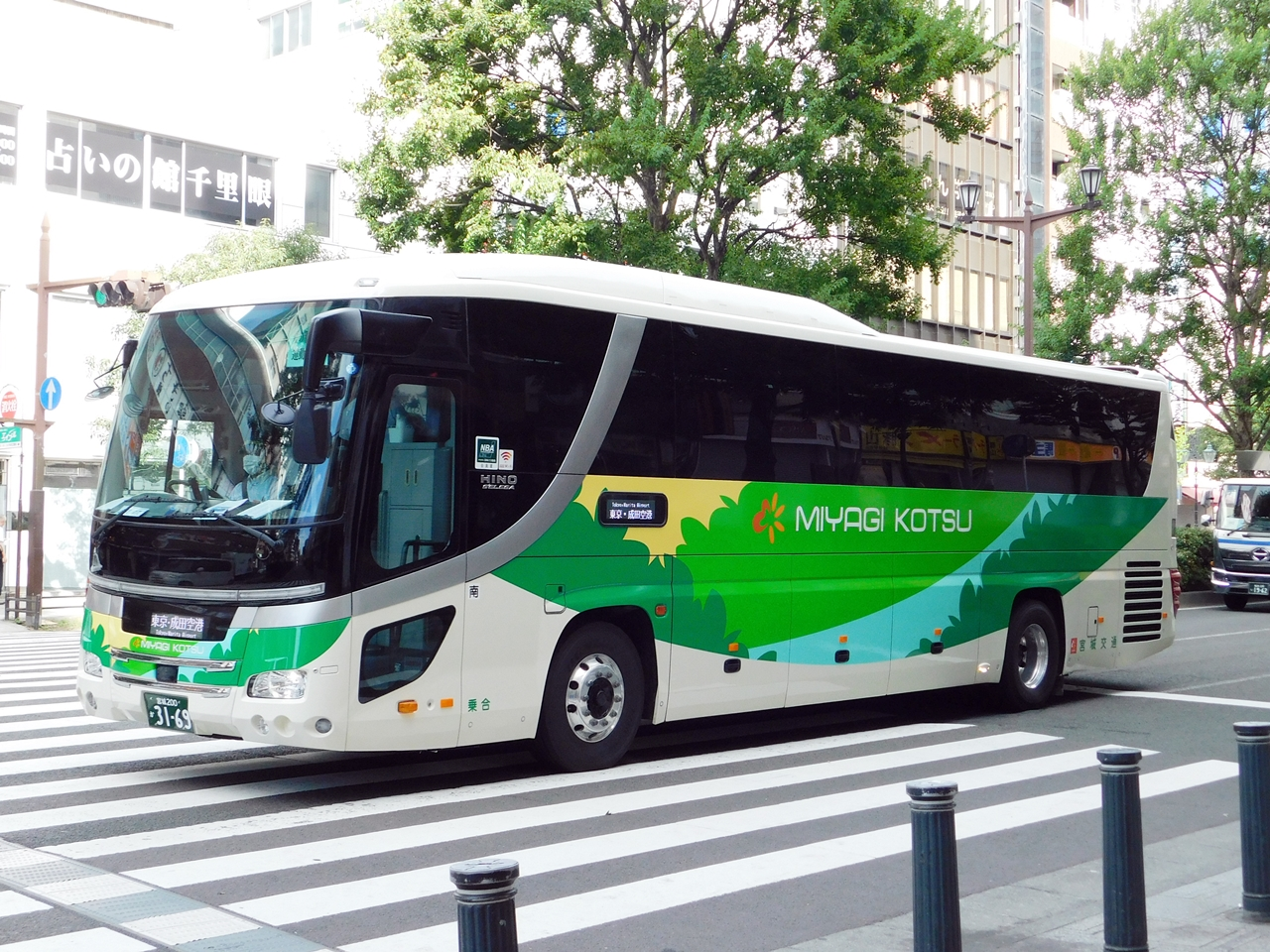
ザ・サンライナー

- 松島・仙台 - 東京・成田空港線（ザ・サンライナー） <成田空港交通>
宮城県宮城郡松島町・仙台市と東京都中央区・千葉県成田市を結ぶ昼行高速バス。担当は仙台南営業所。
運行経路
松島海岸駅（※）←仙台駅前（宮交仙台高速バスセンター） - （常磐自動車道） - バスターミナル東京八重洲 - 西船橋駅（※） - 成田空港
※松島海岸駅および西船橋駅は下り便（仙台・松島行）のみ停車。
※成田空港は往復とも第3ターミナル→第2ターミナル→第1ターミナル の順に停車。
路線沿革
  - 2023年（令和5年）7月14日 - 1日1往復で運行開始[43][44]。従来同区間を運行していた「ポーラスター号」と異なり、昼行便である。

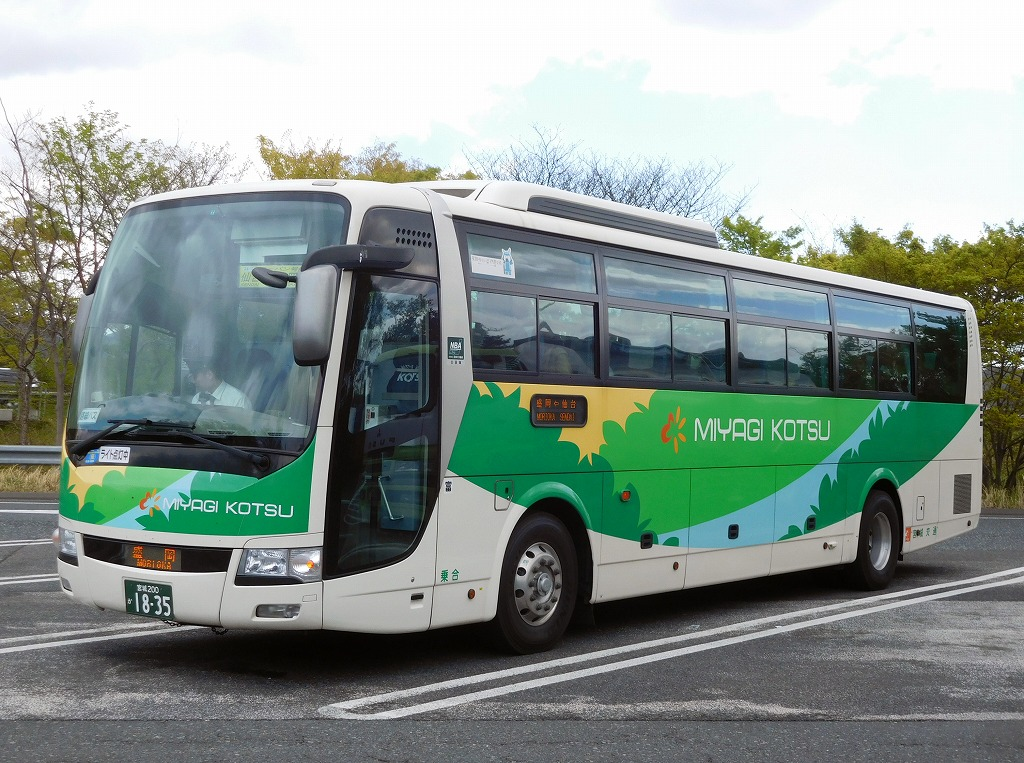
アーバン号

- ブルーシティ号（仙台 - 青森）<弘南バス、十和田観光電鉄>
- キャッスル号（仙台 - 弘前）<弘南バス、JRバス東北>
- 仙秋号（仙台 - 秋田）<秋田中央交通、JRバス東北>
- アーバン号（仙台 - 盛岡）<岩手県交通、JRバス東北、東日本急行、岩手県北自動車>
- SSライナー号（仙台 - 鶴岡・酒田）<庄内交通、山交バス>
- 仙台 - 福島線 <福島交通、JRバス東北>
- 仙台 - 郡山・須賀川線 <福島交通>
- 仙台 - 気仙沼線（ミヤコーバス運行）
- 仙台 - 釜石線 <岩手県交通>
  - 2012年（平成24年）1月10日より宮城交通便のみ運休していたが、2022年（令和4年）9月16日に運行を再開した。
- 仙台 - 気仙沼・宮古線 <岩手県北自動車>

### 特急バス路線
宮城交通は、気仙沼線以外の県内完結の高速バスを「特急バス」と呼称している。ただし山形線・上山線は1950年代に一般路線として運行開始した経緯と、高速バスとしては運行距離が短めである（仙台 - 山形間は約1時間程度）ことから、「特急バス」として分類されている。
分離子会社：ミヤコーバスによる運行を含む
- 仙台 - 山形線 <山交バス>
- 仙台 - 石巻線（ミヤコーバス運行）
- 仙台 - 村田・蔵王町線（ミヤコーバス運行）
- 仙台 - 古川線（ミヤコーバス運行）
- 仙台 - 鳴子線（ミヤコーバス運行）

- 仙台 - 佐沼線（ミヤコーバス・東日本急行が運行）
- 仙台 - 上山線 <山交バス>
- 仙台 - 加美線（ミヤコーバス運行）
- 仙台 - 大衡線（ミヤコーバス運行）
- 仙台空港 - 山形線 <山交バス>

運行支援業務のみ
- 仙台 - 山形蔵王線 <山交バス単独運行> ※冬期間運行。予約発券業務を行う。

### 一般バス路線
※運行経路など詳細は各路線の記事を参照。
仙台南地区
- 秋保線
- 茂庭台線
- 山田自由ヶ丘線
- 日本平線
- 南ニュータウン線
- 太白八木山線
- ライフタウン名取線
- 八木山南団地線
- 郡山富田線
- 東北工大線
- 長町ループバス（ながまちくん）
- 西の平線
- 熊野堂線
- 尚絅学院大線
- 八木山動物公園線
- 飯田団地線

仙台北地区
- 宮城学院線
- 泉桜ヶ丘線
- 虹の丘団地線
- 加茂長命ヶ丘線
- 泉パークタウン線
- 将監団地線
- 将監ニュータウン線
- 泉ヶ丘大富線
- 南富谷サニータウン線
- 新富谷ガーデンシティ線
- 上桜木大清水線
- 向陽台循環線
- 向陽台線
- 東向陽台線
- 東北学院大学線
- 永和台松森団地線
- 松陵ニュータウン線
- 鶴が丘ニュータウン線
- 鶴が丘松陵線
- イオンモール新利府線
- 泉鶴が丘線
- 仙台港線（旧仙塩線）
- 宮城大学線
- 吉岡線
- まちのり「チョコット」（仙台都心循環）

#### 仙台市交通局からの受託路線

##### 霞の目受託出張所
※仙台市交通局霞の目営業所を参照。

##### 東仙台受託営業所
※仙台市交通局東仙台営業所を参照。

##### 新寺受託出張所（初代）
2010年4月〜2011年5月の間、新寺出張所の業務を当社で受託していた際の担当路線を示す。
- 東黒松線[41]
- 鶴ケ谷・南光台線[50][53][55][120][220][240]
- 東仙台営業所線[110][115][213][215]
- 岩切線[210]
- 卸町線[230][233]
- 動物公園線[609][719]
- 工学部・宮教大線[710][715]

##### 岡田受託出張所→新寺受託出張所（2代）
2012年4月〜2015年12月5日の間、新寺出張所の業務を当社で受託していた際の担当路線を示す。
- 東部工場団地線[70][310]
- 蒲生線[80][200]
- 六丁の目・岡田線[83][203][300][303][305][306]
- 卸町線[230][233]
- 福田町四丁目線[330]
- 南小泉線[349][410][449]
- 大和町線[350][351]
- 深沼線[400][405]
- 井土浜線[500]

### 休廃止路線

#### 高速バス・特急バス

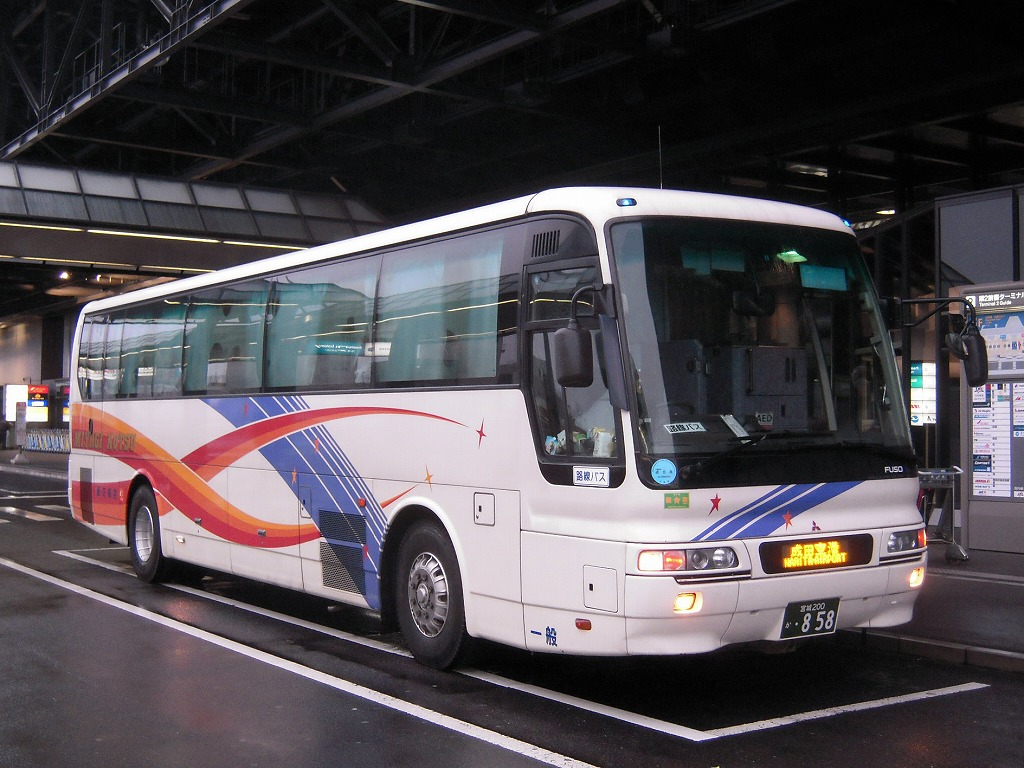
ポーラスター号

休止
- 長野・松本線（信州ライナー）
宮城県仙台市と長野県長野市・安曇野市・松本市との間を結ぶ夜行高速バス。担当は仙台南営業所。宮城交通の単独運行路線であるが、長野側は川中島バスが、松本側は松本電気鉄道（現在のアルピコ交通）が、それぞれ予約・発券業務のみを担当。使用車両は原則として、エアロクィーン独立3列シート車であった。
2007年（平成19年）7月31日に運行を開始した[45] が、2010年（平成22年）1月10日の仙台発および翌11日の松本・長野発の便以降の運行を休止（休止期間は未発表）している。この間、2009年（平成21年）4月10日に運賃を値上げした。
運行経路
仙台駅東口 - 仙台駅前 - 長野インター前 - 長野バスターミナル - 長野駅 - 長野道豊科 - 松本インター前 - 松本バスターミナル
- 仙台 - 大船渡線 <岩手県交通>

- ポーラスター号 <成田空港交通>
宮城県仙台市と千葉県成田市を結ぶ夜行高速バス。担当は富谷営業所。成田空港交通側の路線名は仙台線（夜行）。
運行経路
仙台駅東口 - （宮城野通り） - （国道45号） - 仙台駅前（宮交高速バスセンター） - （仙台西道路） - （仙台宮城IC） - （東北自動車道） - （郡山JCT） - （磐越自動車道） - （いわきJCT） - （常磐自動車道） - （柏IC） - （国道16号） - （国道6号） - 柏駅（ザ・クレストホテル柏） - （国道6号） - （千葉県道180号松戸原木線） - （国道14号） - 西船橋駅 - （国道14号） - （千葉県道180号松戸原木線） - （千葉県道179号船橋行徳線） - （原木IC） - （京葉道路） - （宮野木JCT） - （穴川IC） - （国道16号） - 千葉駅東口 - （国道16号） - （穴川IC） - （京葉道路） - （宮野木JCT） - （東関東自動車道） - （成田IC） - （国道295号） - 成田空港
  - 成田空港内では成田空港行・仙台行とも第2ターミナル→第1ターミナルの順に停車し、乗降扱いを行う（成田空港内第2・第1ターミナル間の利用は不可）。
  - 仙台市内の運行経路は以下のとおり。

  - 成田空港行：仙台駅東口→（宮城野通り）→（国道45号）→（駅前通り）→仙台駅前（宮交仙台高速バスセンター）→（広瀬通り）→（仙台西道路）→（仙台宮城IC）
  - 仙台行：（仙台宮城IC）→（仙台西道路）→（広瀬通り）→（東二番丁通り）→（青葉通り）→（駅前通り）→仙台駅前（宮交高速バスセンター）→（愛宕上杉通り）→（新寺通り）→（宮城野通り）→仙台駅東口

路線沿革
  - 1989年（平成元年）3月21日- 宮城交通・京成電鉄の2社により、仙台駅前 - 成田空港間で運行開始[46][47]。
  - 1991年（平成3年）3月19日 - 西船橋駅・松戸駅での乗降取り扱いを開始[48]。仙台駅 - 松戸駅 - 西船橋駅 - 成田空港 となる[48]。京成電鉄成田空港駅（のちの東成田駅）への停車取りやめ[48]。
  - 1993年（平成5年）頃 - 成田空港から東京ディズニーランド(TDL) まで延長。
  - 1994年（平成6年）3月15日 - 仙台側を国道45号線経由で石巻まで延長[49]。本塩釜駅前・松島案内所（五大堂前）・石巻駅前・石巻営業所の順に停車。
  - 1999年（平成11年）5月 - 千葉側の運行担当を成田空港交通に移管。京成は予約等の運行支援業務のみの担当となる。
  - 2001年（平成13年）9月4日 - 東京ディズニーシー (TDS) 開園に伴いTDS停留所を追加。
  - 2004年（平成16年）4月17日 - 仙台 - 石巻間廃止により、仙台発着に戻る。
  - 2005年（平成17年）3月28日 - 松戸駅停車を廃止。柏駅・海浜幕張駅停車を開始。経路も 仙台駅前 - 柏駅 - 西船橋駅 -TDL/TDS - 海浜幕張駅 - 成田空港 に変更。
  - 2006年（平成18年）6月30日 - 海浜幕張駅・東京ディズニーランド・東京ディズニーシー経由を廃止し、千葉駅（東口）経由に変更、現行の運行経路となる。
  - 2010年（平成22年）7月1日 - 仙台駅東口バスターミナルに延長乗り入れ。
  - 2013年（平成25年）2月1日 - 宮城交通便が当分の間運休、成田空港交通の単独運行となる（以降の沿革は成田空港交通の項を参照のこと）。

使用車両
  - 独立3列シート（28人乗り）・トイレ付ハイデッカー車で運行。

その他
  - TDL・TDS発着であった当時は、成田空港が途中バス停となったため、空港で乗降しない（＝TDL・TDS利用）場合でも身分証明書等の携帯が必要であった。
- 仙台 - 本荘線 <羽後交通、庄内交通>
  - 2012年（平成24年）12月1日より、宮城交通便を羽後交通に運行委託（車両についてもカラーリングはそのままで、社名ロゴの「MIYAGI」を「UGO」に変更）していたが、2014年（平成26年）9月30日をもって同便は廃止（のち運行再開）。宮城交通は発券業務などの運行支援業務のみとなる。
- 金沢線（エトアール号）<北陸鉄道>
宮城県仙台市から山形県山形市を経由して、石川県金沢市を結ぶ夜行高速バス。本来の担当は仙台南営業所[注釈 3] だが、2014年3月から宮城交通便の運休により、北陸鉄道単独による隔日運行体制となっていた。2017年4月から富山線（後述）と統合、北陸鉄道と富山地方鉄道との交互運行となり、宮城交通は運行支援業務のみの担当となる。
運行経路
仙台駅前（宮交高速バスセンター） - （広瀬通り） -（仙台西道路） - （仙台宮城IC） - （東北自動車道） - （村田JCT） - （山形自動車道） - （山形蔵王IC） - （国道286号） - 山形県庁前 - （国道286号） - （国道13号） - （国道113号） - （荒川胎内IC） - （日本海東北自動車道） - （新潟中央JCT） - （北陸自動車道） - （金沢東IC） - （国道8号） - （石川県道200号） - （石川県道159号） - 金沢駅前 - 松任海浜公園 - 小松駅東口 - 加賀温泉駅
  - 途中、金沢駅・加賀温泉駅行は小矢部川SAで、仙台行は古関PAで開放休憩をとる。道の駅いいで・黒埼PA・蓮台寺PA・小矢部川SAで乗務員交替を行う。

路線沿革
  - 1992年（平成4年）3月10日 - 運行開始[50]。
  - 2009年（平成21年）4月10日 - 運賃を値上げ。
  - 2011年（平成23年）3月11日 - この日発生した東北地方太平洋沖地震の影響により、同年3月21日金沢出発便（仙台出発便は翌3月22日）まで運休。
  - 2011年（平成23年）3月22日 - この日の金沢出発便（仙台出発便は翌3月23日）から北陸鉄道の単独運行により、隔日運行を開始。また、この日より山形県庁前に停車（本来は同年3月16日から停車予定であった）。
  - 2011年（平成23年）4月2日 - この日の出発便より毎日運行に戻る（当面は北陸鉄道の単独運行）。
  - 2011年（平成23年）4月7日 - この日の仙台出発便（金沢出発便は翌4月8日）から宮城交通が運行を再開。
  - 2012年（平成24年）8月1日 - この日の出発便より加賀温泉駅まで路線延長。途中松任海浜公園・小松駅東口に停車。
  - 2013年（平成25年）3月1日 - この日の出発便より宮城交通便が運休。当面北陸鉄道の単独運行。
  - 2013年（平成25年）9月1日 - この日の仙台発便より宮城交通便が運行を再開。
  - 2014年（平成26年）3月3日 - 富山県小矢部市の北陸自動車道上り線小矢部川サービスエリアにおいて、大型トラック2台に衝突する事故（詳細は後述）。
  - 2014年（平成26年）3月23日 - この日の金沢出発便より宮城交通便が当面の間運休。北陸鉄道の単独運行により隔日運行[51]。
  - 2014年（平成26年）4月1日 - 運賃改定[52]。
  - 2017年（平成29年）4月1日 - 富山地方鉄道との共同運行となり、富山経由に変更。北陸鉄道と富山地方鉄道が隔日運行する体制に変更。宮城交通は、運行は引き続き行わず、宮城県・山形県側の発券業務を継続。始発地を、従来の富山地方鉄道の路線に併せ、仙台駅東口に変更。松任海浜公園・小松駅東口・加賀温泉駅の各バス停を廃止[53]。

使用車両
  - 原則としてスーパーハイデッカー（三菱ふそう・エアロクィーン）3列シート、トイレつき28人乗りにて運行していた。
- 富山線（仙台 - 富山・高岡）<富山地方鉄道>
宮城県仙台市と富山県黒部市・魚津市・滑川市・富山市・高岡市との間を結ぶ夜行高速バス。担当は仙台南営業所。2017年4月から金沢線（エトアール号・前述）と統合、富山地方鉄道と北陸鉄道との交互運行となり、宮城交通は運行支援業務のみ担当。
運行経路
仙台駅東口 - （宮城野通り） - （国道45号） - 仙台駅前（宮交高速バスセンター） - （広瀬通り） -（仙台西道路） - （仙台宮城IC） - （東北自動車道） - （村田JCT） - （山形自動車道） - （山形蔵王IC） - （国道286号） - 山形県庁前 - （国道286号） - （国道13号） - （国道113号） - （国道7号）- （新潟県道591号中条インター線） ‐ （中条IC） - （日本海東北自動車道） - （新潟中央JCT） - （北陸自動車道） - 黒部 - 魚津 - 滑川 - （富山IC） - （国道41号） - 西上袋 - 富山市民病院前 - 総曲輪 - （城址大通） - 富山市役所前 - 富山駅前 - （神通町） - （富山県道208号小竹諏訪川原線） - （神通大橋西詰） - （五福新町） - （富山県道56号富山環状線） - （五福） - （富山県道44号富山高岡線） - 富山大学前 - 小杉 - （富山県道247号中川南町線） - （富山県道58号高岡小杉線） - 高岡駅前
  - 途中、富山・高岡行は越中境PAで、仙台行は古関PAで開放休憩をとる。道の駅いいで・黒埼PA・越中境PAで乗務員交替を行う。

路線沿革
  - 2008年（平成20年）4月25日 - 富山地方鉄道の1社運行で運行開始。
  - 2009年（平成21年）4月24日 - 宮城交通が運行に参加。
  - 2010年（平成22年）12月10日 - 魚津停留所を追加。
  - 2011年（平成23年）3月21日 - 同年3月11日に発生した東北地方太平洋沖地震の影響により運休していたが、この日の富山出発便（仙台出発便は翌3月22日）から富山地方鉄道単独による隔日運行を開始。
  - 2011年（平成23年）4月8日 - この日の仙台出発便（富山出発便は翌4月9日）から宮城交通が運行を再開。毎日運行に戻る[54]。
  - 2011年（平成23年）8月1日 - この日より高岡まで路線延長、および山形県庁前に停車。
  - 2013年（平成25年）12月16日 - この日より宮城交通便が運休、富山地方鉄道の単独運行。
  - 2014年（平成26年）4月1日 - 運賃改定[52]。
  - 2014年（平成26年）7月2日 - この日の富山出発便より宮城交通便が運行を再開。日野・セレガを導入。
  - 2017年（平成29年）4月1日 - 北陸鉄道との共同運行となり、石川県まで路線を延長。これにともない、北陸鉄道と富山地方鉄道の隔日運行に変更。富山系統の宮城交通担当便も一時休止となり、当社は宮城県・山形県側の発券業務を継続。富山県内の停車経由地も、新高岡駅に乗り入れを開始するなど、ルートの一部が変更される。これに伴い富山大学前・小杉・高岡駅前の各バス停を廃止[53]。

使用車両
  - 独立3列シート・トイレ付き車両を使用する。

廃止
- ニューエポック号 <西東京バス>

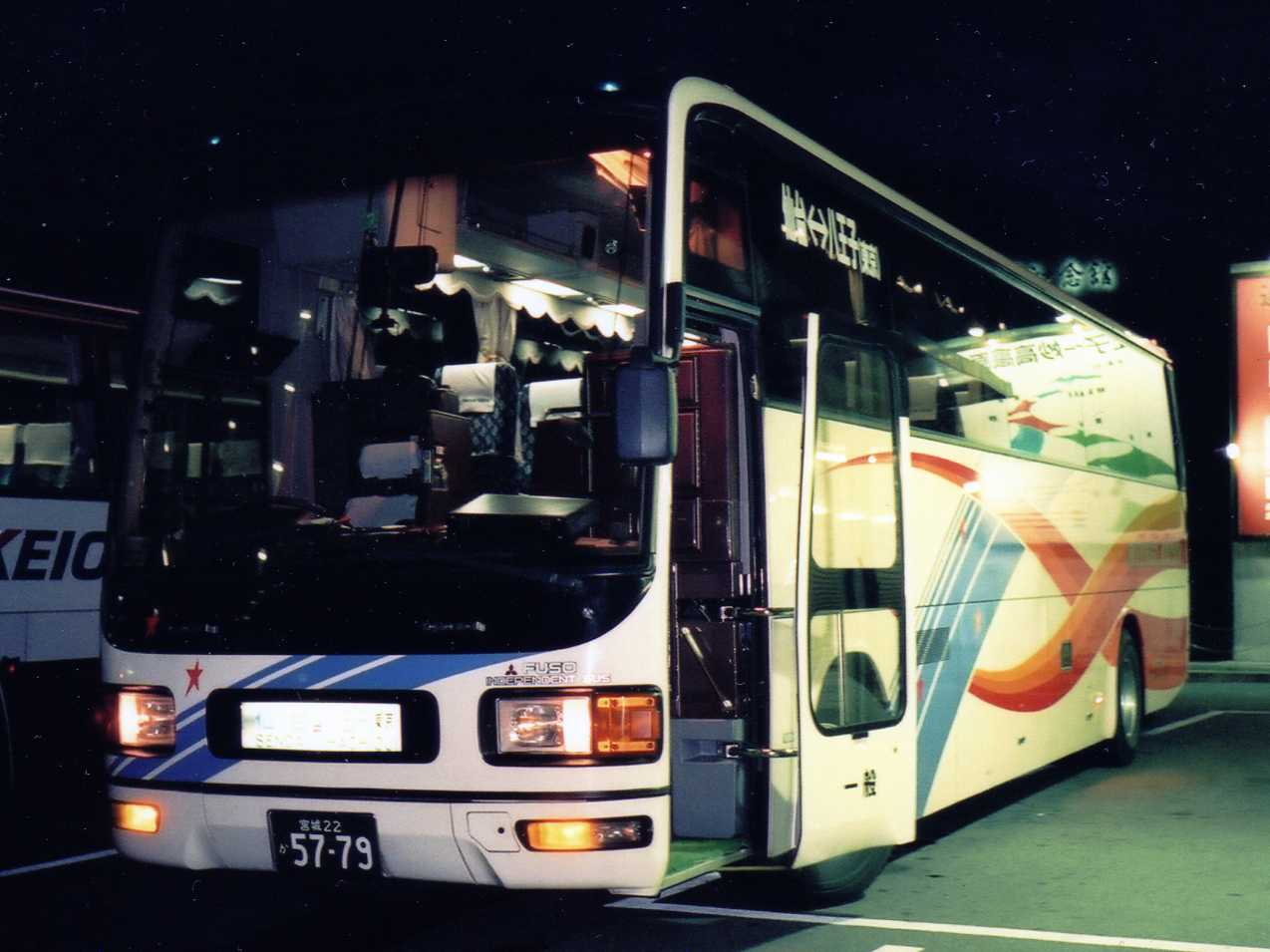
ニューエポック号（1994年撮影）
※1996年8月運行終了。

  - 仙台駅前 - 京王八王子駅 （仙台宮城IC・東北道・岩槻IC・国道16号経由）
- 陸中宮古号 <岩手県北自動車>
  - 仙台駅前 - 広瀬通一番町 - 川井 - 茂市 - 宮古駅前 - 浄土ヶ浜パークホテル前
- SGライナー号 仙台 - 藤岡：当時（日本中央バス単独運行化）
- ミリオンライナー 仙台 - さいたま・板橋（日本中央バス単独運行化）
- 仙台 - 村田線（仙台 - 村田・蔵王町線に発展解消）
- 福島駅東口 - 仙台空港 <福島交通・JRバス東北> （福島飯坂IC・東北道・白石IC・国道4号経由）
- ロイヤルパークホテル前・地下鉄泉中央駅 - 仙台空港（宮交バスシステム運行：石積トンネル・利府しらかし台IC・仙台北部道路・三陸道・仙台東部道路経由）
- 仙台 - 米沢線（1992年4月から1993年11月、山形自動車道・国道286号・国道13号経由）
- 泉アウトレット - 古川線（ミヤコーバス運行）
- うみねこ号 仙台 - 八戸 <JRバス東北、十和田観光電鉄、南部バス>
  - 宮城交通便は2012年2月1日より当分の間運休していたが、2013年1月31日を以て同社での運行および発券取扱いを終了し正式に廃止。他3社（南部バスは、後に経営破綻で岩手県北自動車が継承し、現在は同社の南部支社が担当）での運行は継続。
- 平泉中尊寺号 <東日本急行>
  - 期間限定運行（2013年度以降は東日本急行のみ運行）
- 仙台 - 高清水線（ミヤコーバス運行）
- 仙台 - 築館・栗駒線（ミヤコーバス運行）

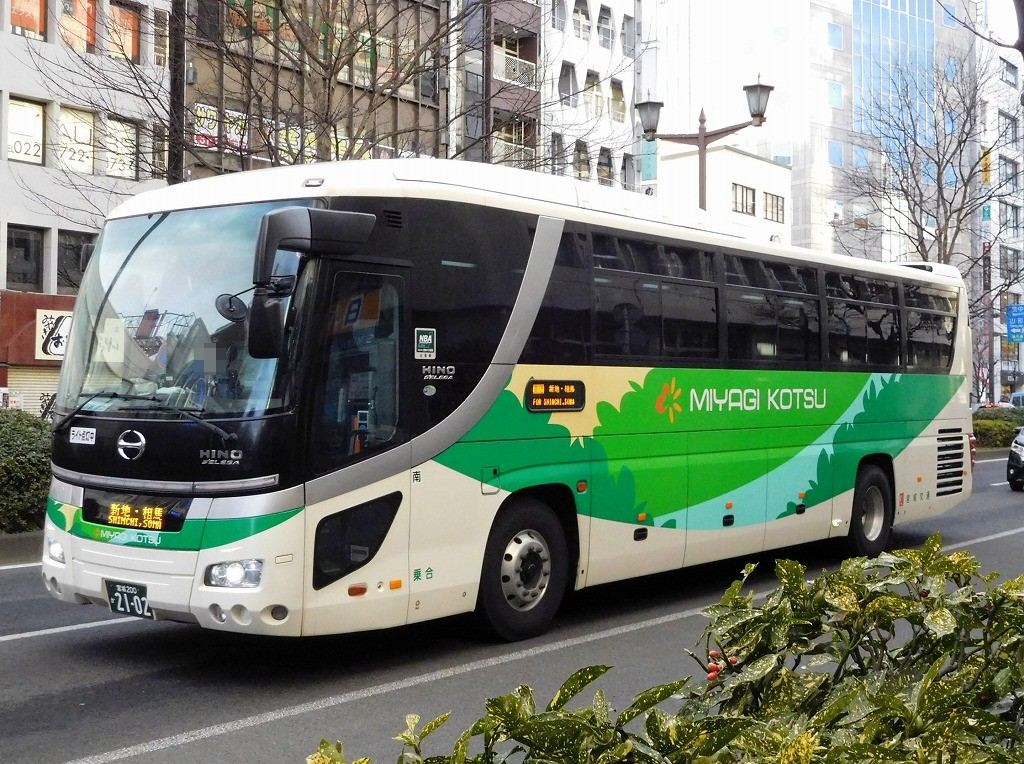
仙台 - 相馬線

- 仙台 - 川崎町線（ミヤコーバス運行）

- 仙台 - 相馬線 <福島交通>
2011年3月11日に発生した東日本大震災により、仙台と福島県相馬地方を結んでいたJR常磐線が津波による線路や駅舎の流出で長期間運休を余儀なくされることとなり、新たな交通機関として開設された路線である。2016年12月10日に常磐線の相馬 - 浜吉田間が運行再開するのを踏まえ、前日である同年12月9日の運行をもって運行を終了した[55][56]。宮城交通は仙台南営業所・山形営業所（平日1往復のみ）が担当した。
運行経路
仙台駅前（宮交仙台高速バスセンター） - （長町IC） - （仙台南部道路・仙台東部道路・常磐自動車道） - （山元IC） - （国道6号） - 新地町役場前 - 新地小川 - 駒ヶ嶺 - 相馬営業所 - 相馬市役所前
路線沿革
  - 2011年（平成23年）3月25日 - 1日4往復で運行開始[57]。
  - 2011年（平成23年）8月1日 - 新地町（新地町役場（新地小川））に停車。大人片道運賃を1,500円→1,200円に値下げ、専用回数券（2枚綴り2,200円、6枚綴り6,000円）の発売を開始[58]。
  - 2012年（平成24年）2月1日 - 1日8往復に増便[59]。
  - 2012年（平成24年）2月22日 - この日より同年8月31日までの予定で運賃値下げキャンペーンを実施[60]（なお、当初は同年2月1日の増便と同時に運賃値下げキャンペーンを実施の予定であったが、延期されていた[61]。また、後述の運賃改訂により、キャンペーンは事実上同年5月31日で終了）。キャンペーン期間中の運賃は以下のとおり。

  - 仙台 - 新地間：大人片道800円、キャンペーン回数券（2枚綴り）1,700円。
  - 仙台 - 相馬間：大人片道1,000円、キャンペーン回数券（2枚綴り）1,800円。

  - 2012年（平成24年）6月1日 - 1日12往復に増便。通勤及び通学定期乗車券を導入。これに伴い、6枚綴り回数券廃止[62]。
  - 2012年（平成24年）12月1日 - 「新地町役場前」バス停を新設。従来の「新地町役場（新地小川）」バス停は「新地小川」に改称。
  - 2014年（平成26年）4月1日 - 運賃改定[63]。「駒ヶ嶺」バス停を新設。
  - 2016年（平成28年）12月9日 - この日をもって運行終了[56]。

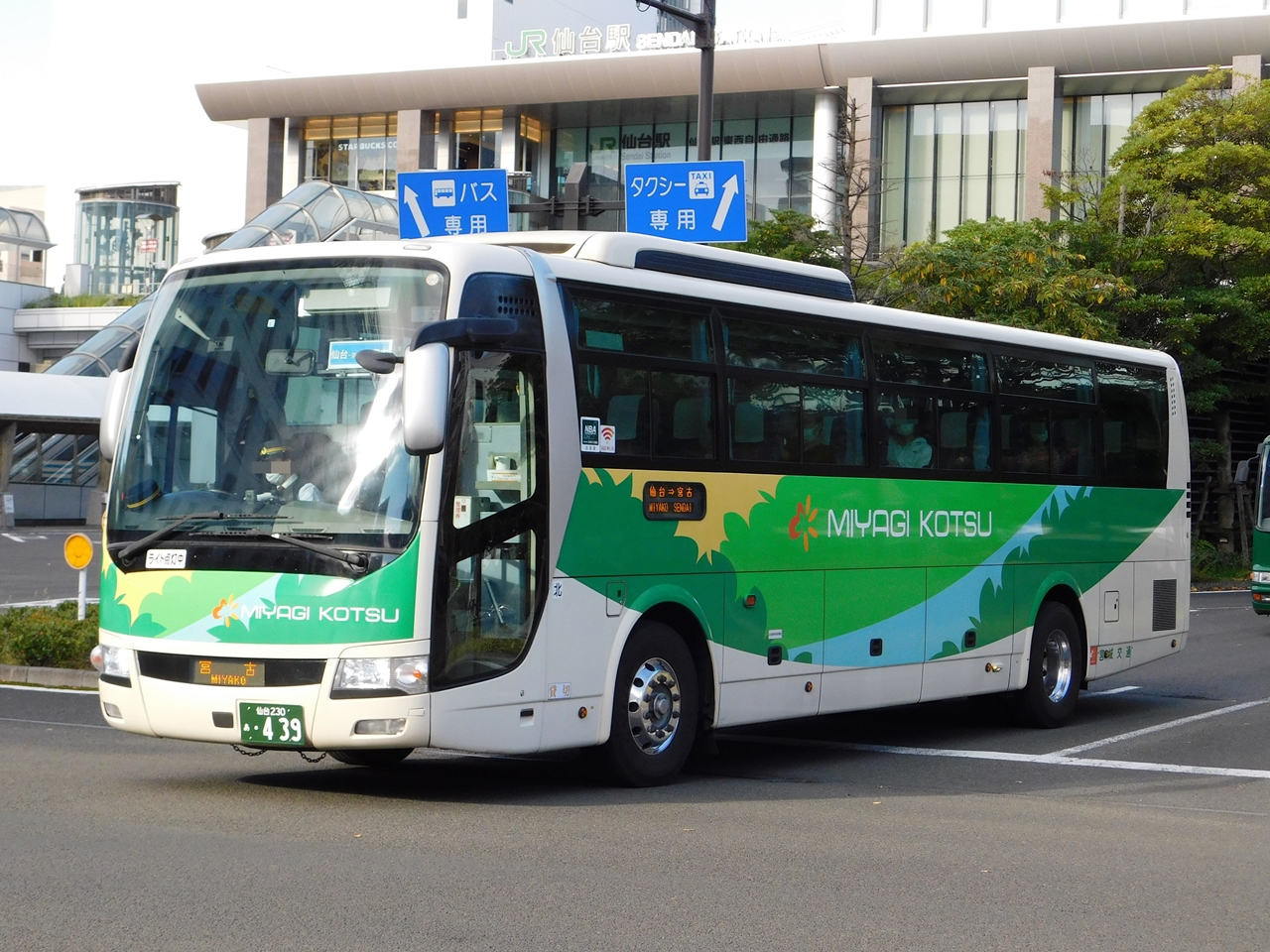
仙台 - 気仙沼・宮古線

#### 路線バス
ミヤコーバス等、子会社に移管後に廃止された路線を除く。
- 秋保線
  - 北仙台 - 県庁市役所 - 仙台駅前 - 長町駅前 - 西多賀 - 坪沼 - 村田第四小学校 - 村田営業所
  - 北仙台 - 県庁市役所 - 仙台駅前 - 長町駅前 - 西多賀 - 坪沼 - 村田第四小学校( - スポーツランド菅生)
    - 末期は長町駅前 - 坪沼（境田）で、仙台市の補助による運行であった。現在は乗合タクシー「つぼぬま号」として茂庭小学校 - 境田をデマンド運行。

  - 秋保中学校 - 本砂金 - 所夫
- 日赤病院線  ※仙台市地下鉄東西線開業により、2015年12月5日の運行をもって廃止。
- 海岸線
  - 長町駅前 - 中田一丁目
  - 名取本郷 - 岩沼中央 - 竹駒神社 - 阿武隈公園
  - 岩沼駅前 - 亘理 - 坂元町  ※廃止代替バス
  - 亘理駅前 - サニータウン
- 亘理線
  - 亘理駅前 - 鳥の海ホーム
- 鳥の海線
  - 岩沼駅前 - 鳥の海ホーム
    - 亘理町関連の路線は現在、亘理町町民乗合自動車「さざんか号」による廃止代替運行。
- 東向陽台線
  - 東向陽台・明石台団地 - 富谷スポーツセンター
- 泉しらかし台線
  - 泉中央駅 - 運転免許センター - 今市橋 - 菅谷台 - 利府高校前 - 花園 - 青山 - しらかし台
- 仙塩線
  - 多賀城駅前 - 中野歩道橋前
- 利府線
  - 利府高校前 - 塩釜駅前 - 伝上山 - 多賀城駅前
- 郡山富田線
  - 長町郡山 - あすと長町 - 仙台市体育館 - 富田
- 中新田線
  - 仙台駅前 - 八乙女駅 - 七北田 - 小野 - 宮床 - 吉岡案内所
- 吉岡線
  - 仙台駅前 - 県庁市役所前 - 北仙台 - 北根三丁目 - 黒松団地入口 - 地下鉄八乙女駅 - 七北田 - 新田 - 宮城交通本社前 - あけの平一丁目 - 富谷学校前 - （富谷営業所） - 吉岡志田町 - 吉岡案内所
  - 地下鉄八乙女駅 - 七北田 - 新田 - 泉ヶ丘南入口 - あけの平一丁目 - 富谷学校前 - （富谷営業所） - 黒川高校前 - 吉岡志田町 - 吉岡案内所

## 車両
名鉄グループの会社で三菱ふそうトラック・バスからも出資を受けているが、4メーカーすべて保有している。路線大型車は2015年からはいすゞエルガのAT車のみ導入されている。

### 塗色
宮城交通（初代）発足時は旧3社カラーが混在していたが、赤い（えんじ色）3つの「⊂」を合わせたカラーになった。1980年に採用された現在のカラーリングは名鉄のものに準じているが、赤白カラーそのものは仙北鉄道の2代目から塗られており、塗り分けは異なるが伝統のカラーともいえる。最近の新車のうち、名鉄バスと共同購入したものは、同社の塗装に準じている（前面の台形には何も書いていない。正面と下のラインが名鉄バスと同じものになっている）。なお、名鉄バスから譲受された中古車のほとんどは、名鉄バスの塗装のままである。さらに、一部の高速車や郡部子会社に導入された車両の中には、全く塗り直されないものや一部分だけ塗り直されたものも存在した。

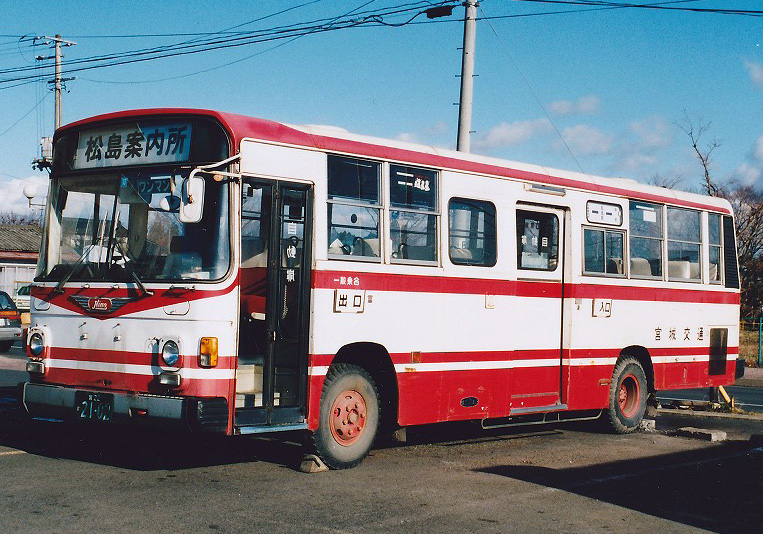
一般路線車標準色（一代前の塗装。裾部に白いラインが一本入っている） 日野K-RJ172AA
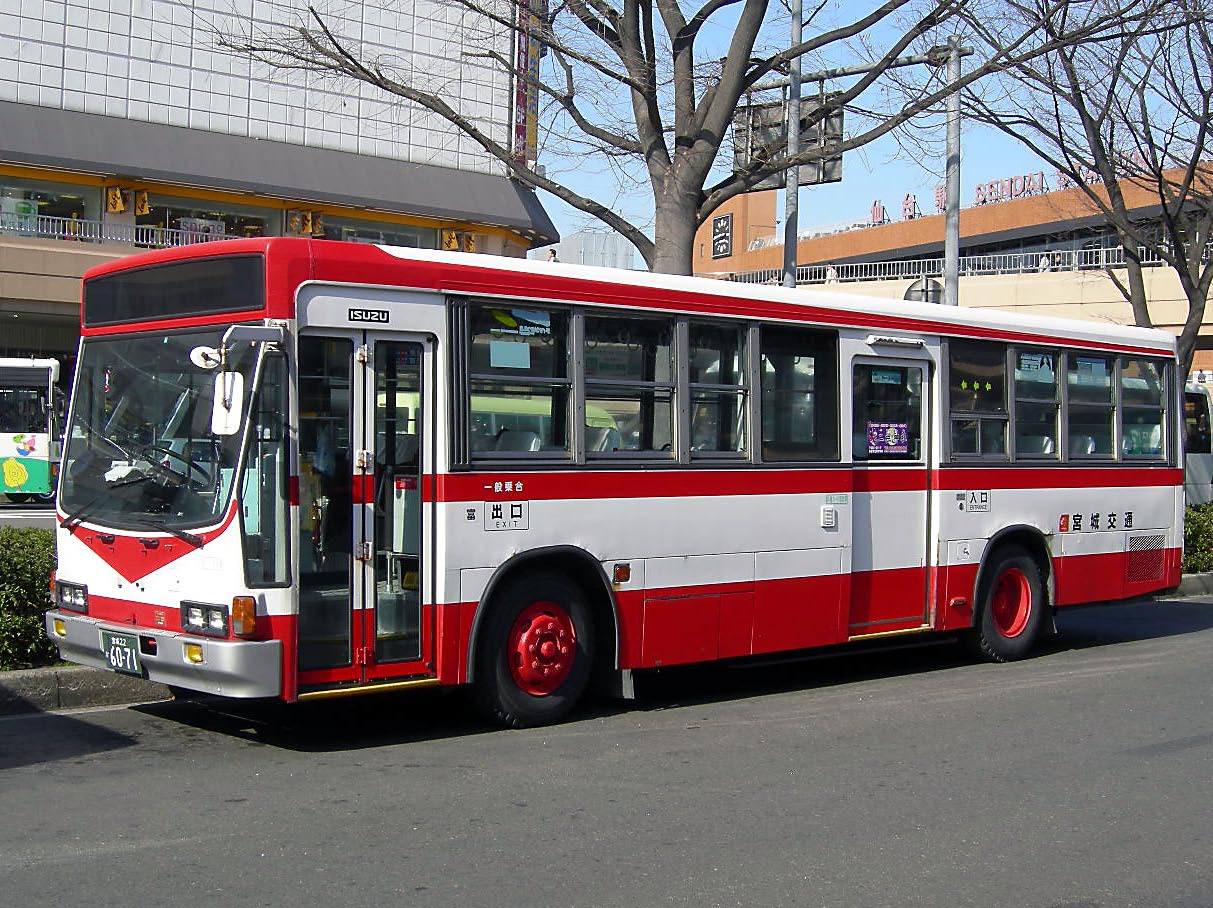
一般路線車標準色 いすゞU-LV224M(廃車済み）
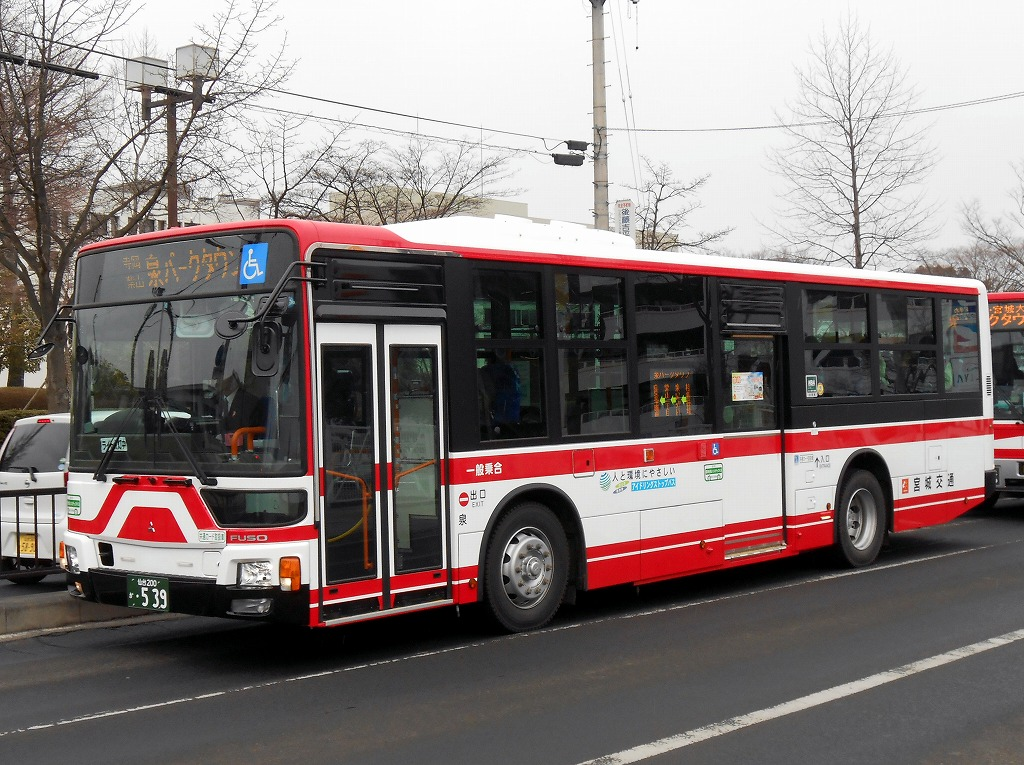
名鉄グループ新共通色 三菱QKG-MP38FK
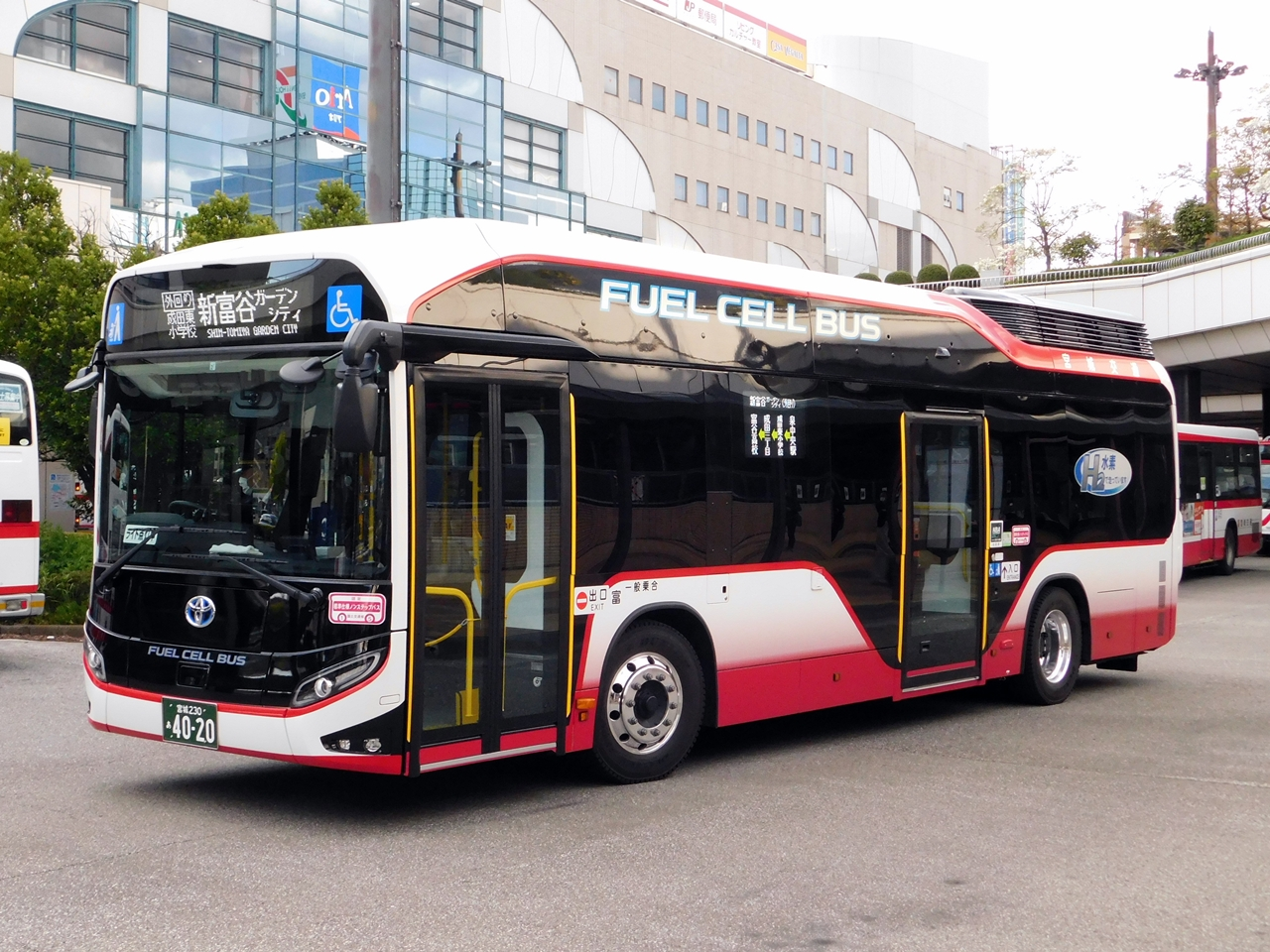
燃料電池 (FC)バス トヨタZBC-MUM1NEA
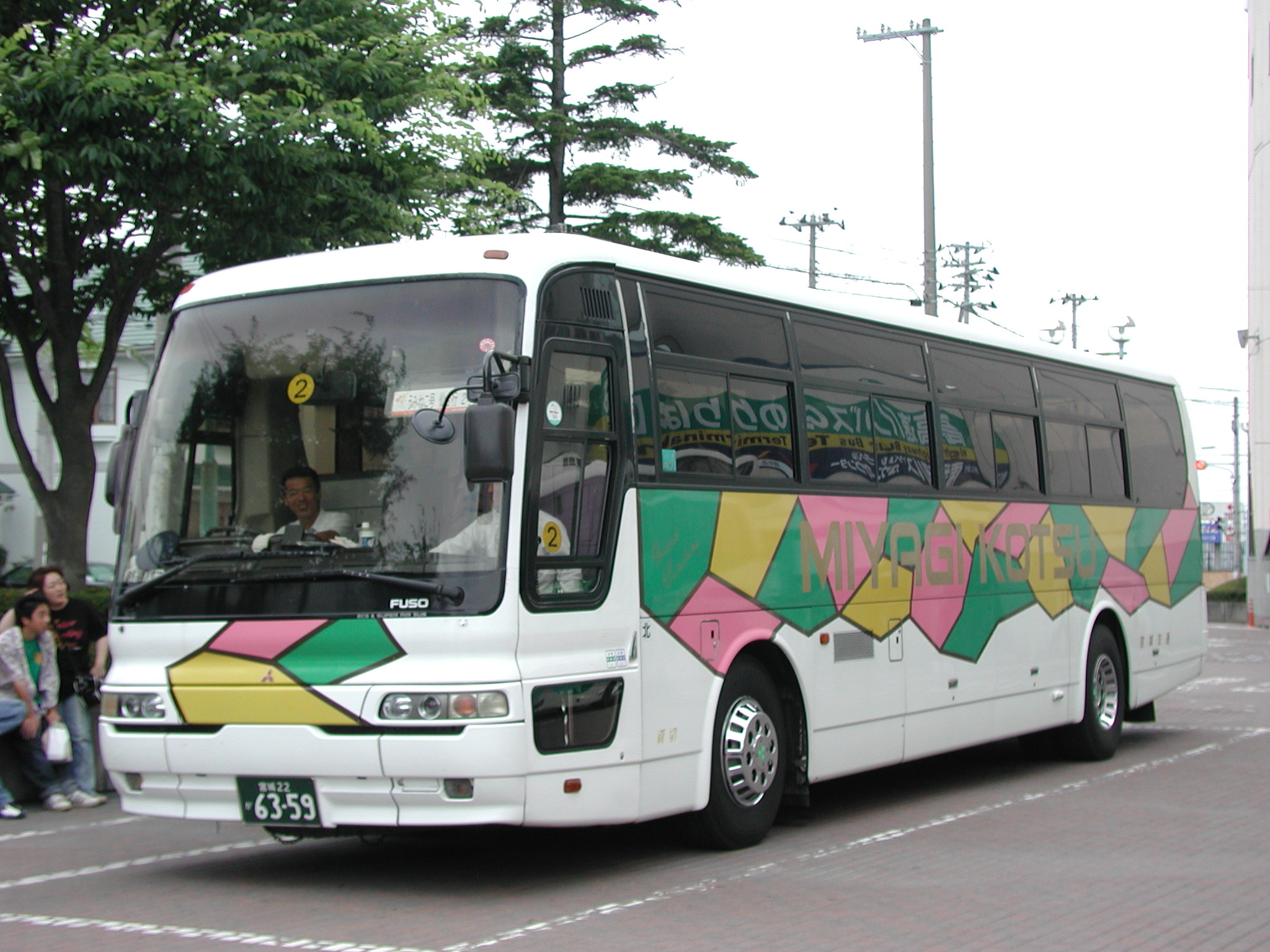
観光貸切塗装 三菱U-MS826P
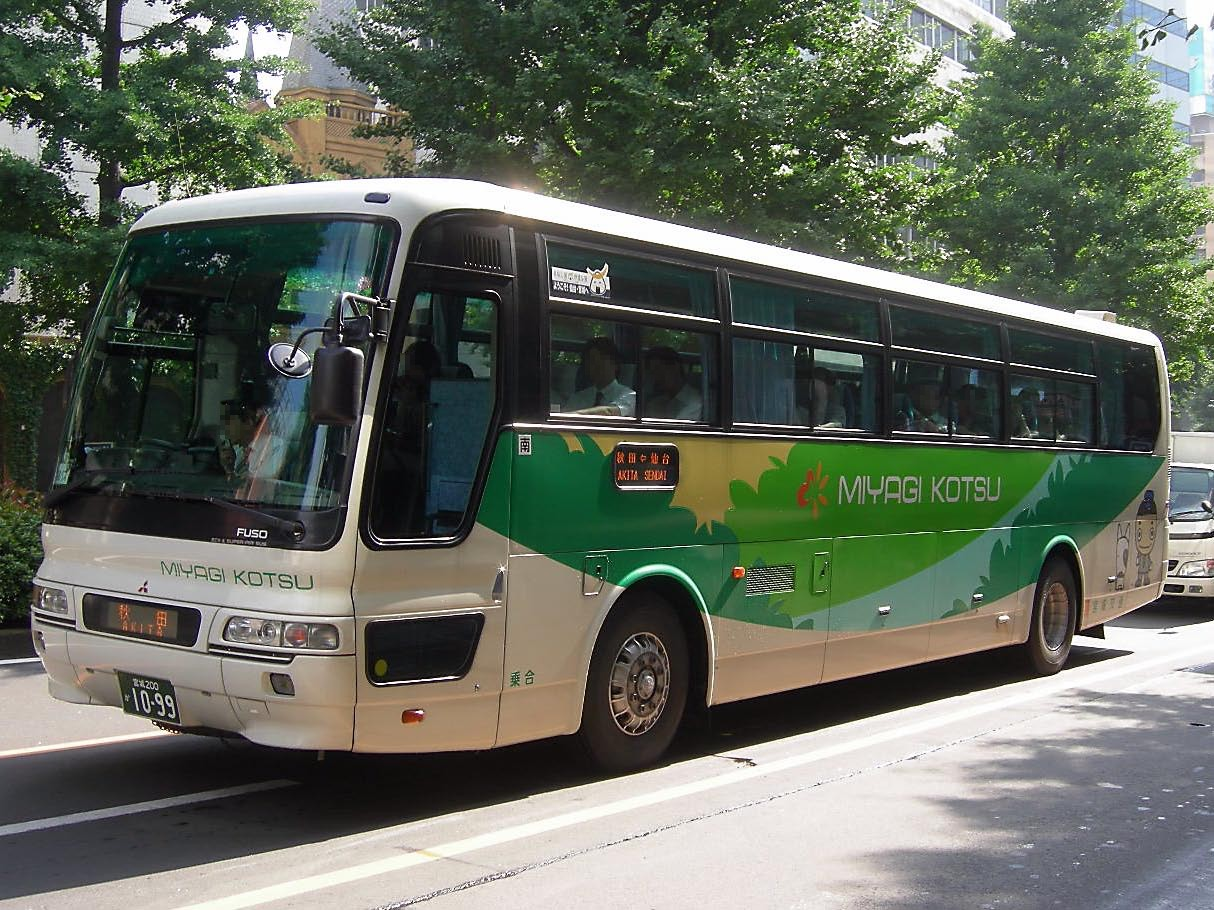
高速路線車現行塗色（キャラクターあり。現在キャラクターは消されている） 三菱KL-MS86MP
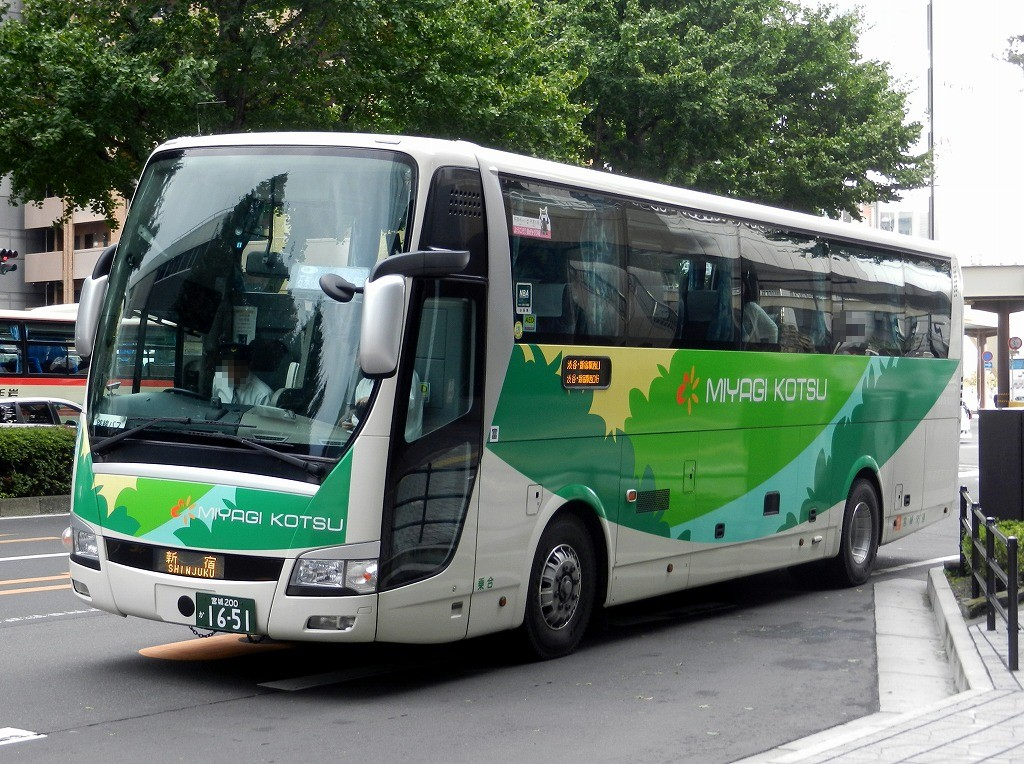
高速路線車現行塗色（キャラクター抜き） 三菱BKG-MS96JP
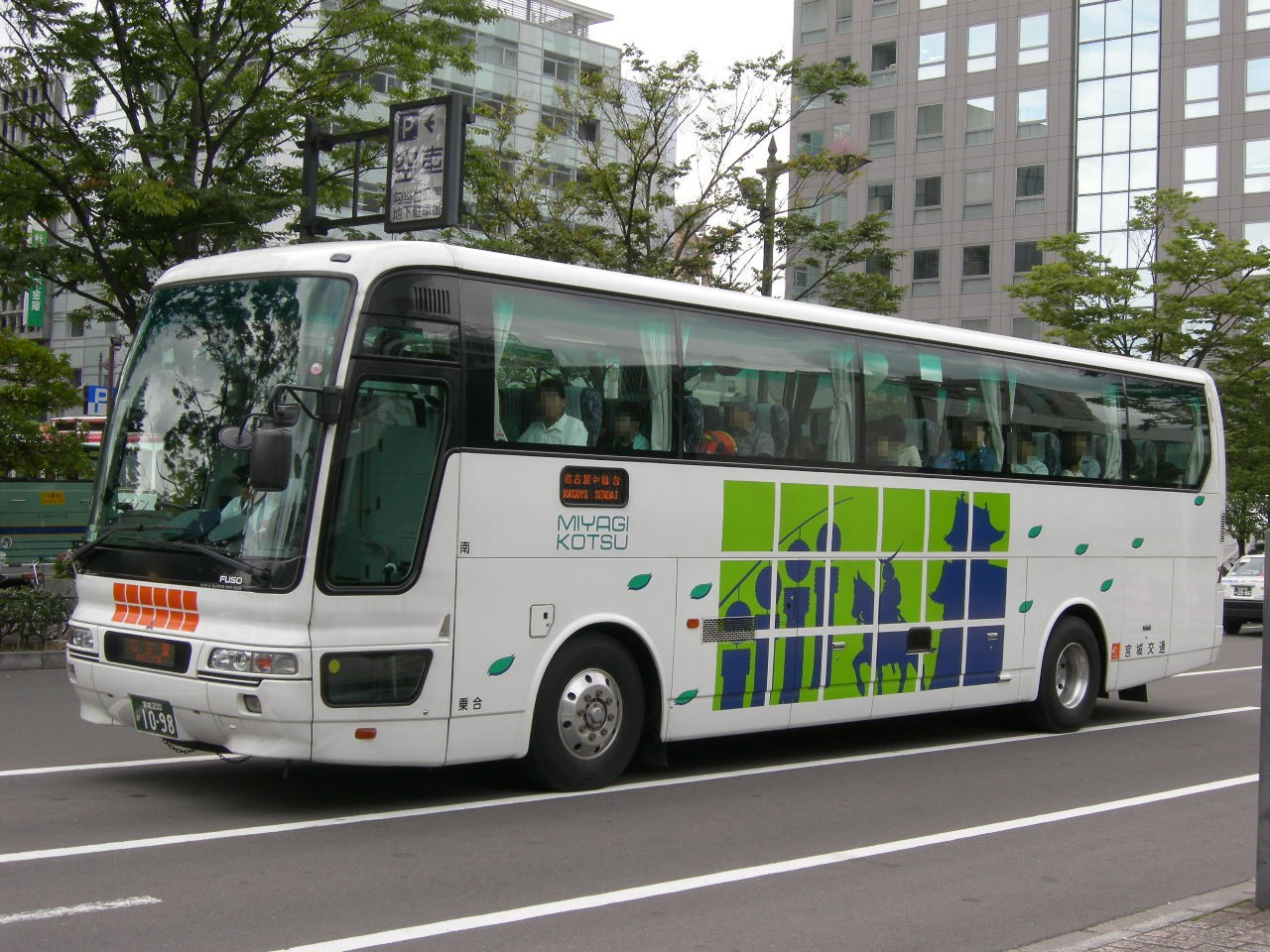
高速路線車先代塗色（通称「政宗カラー」） 三菱KL-MS86MP
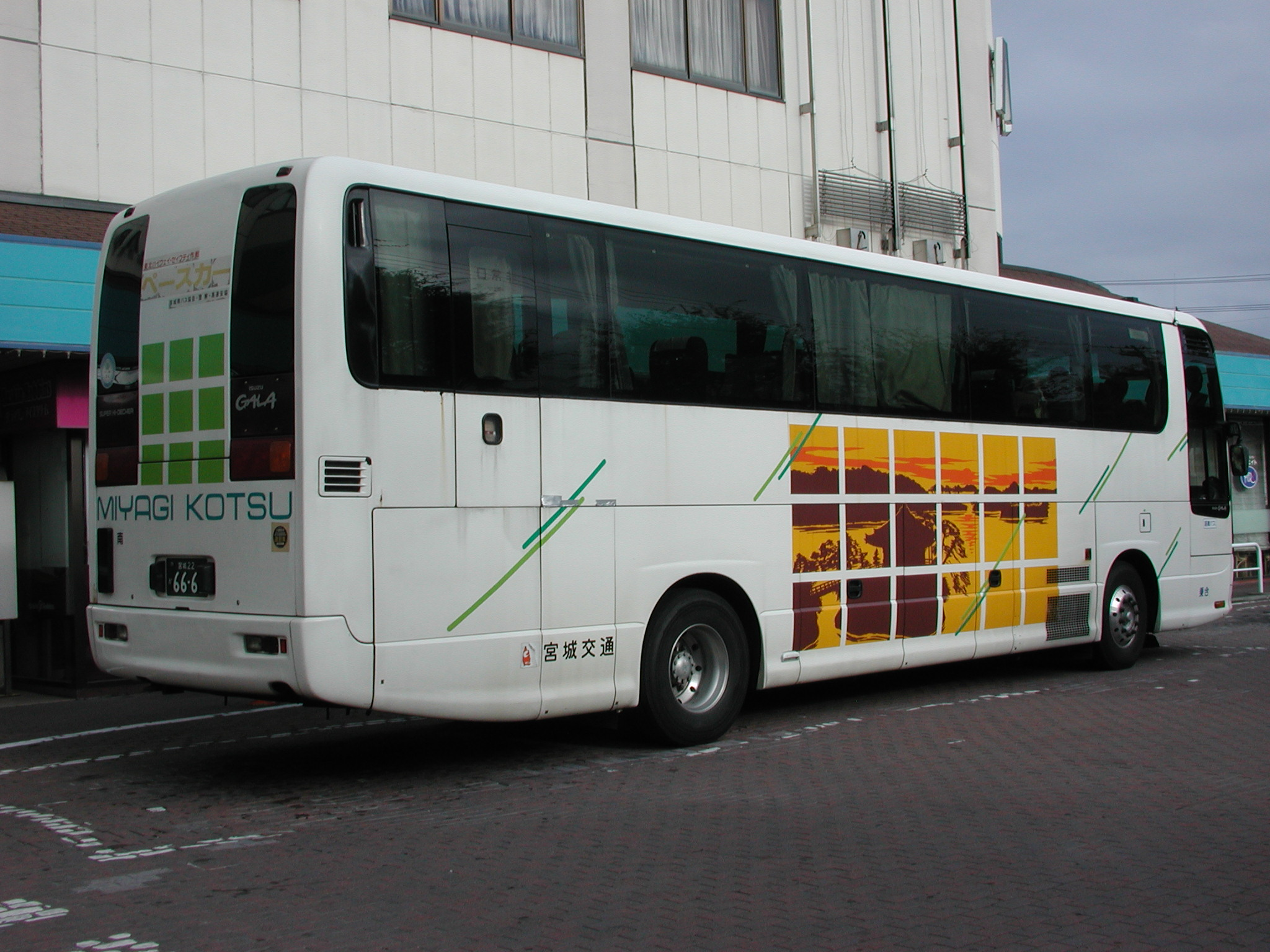
高速路線車先代塗色（通称「松島カラー」：政宗カラーの反対側） いすゞKC-LV782R1
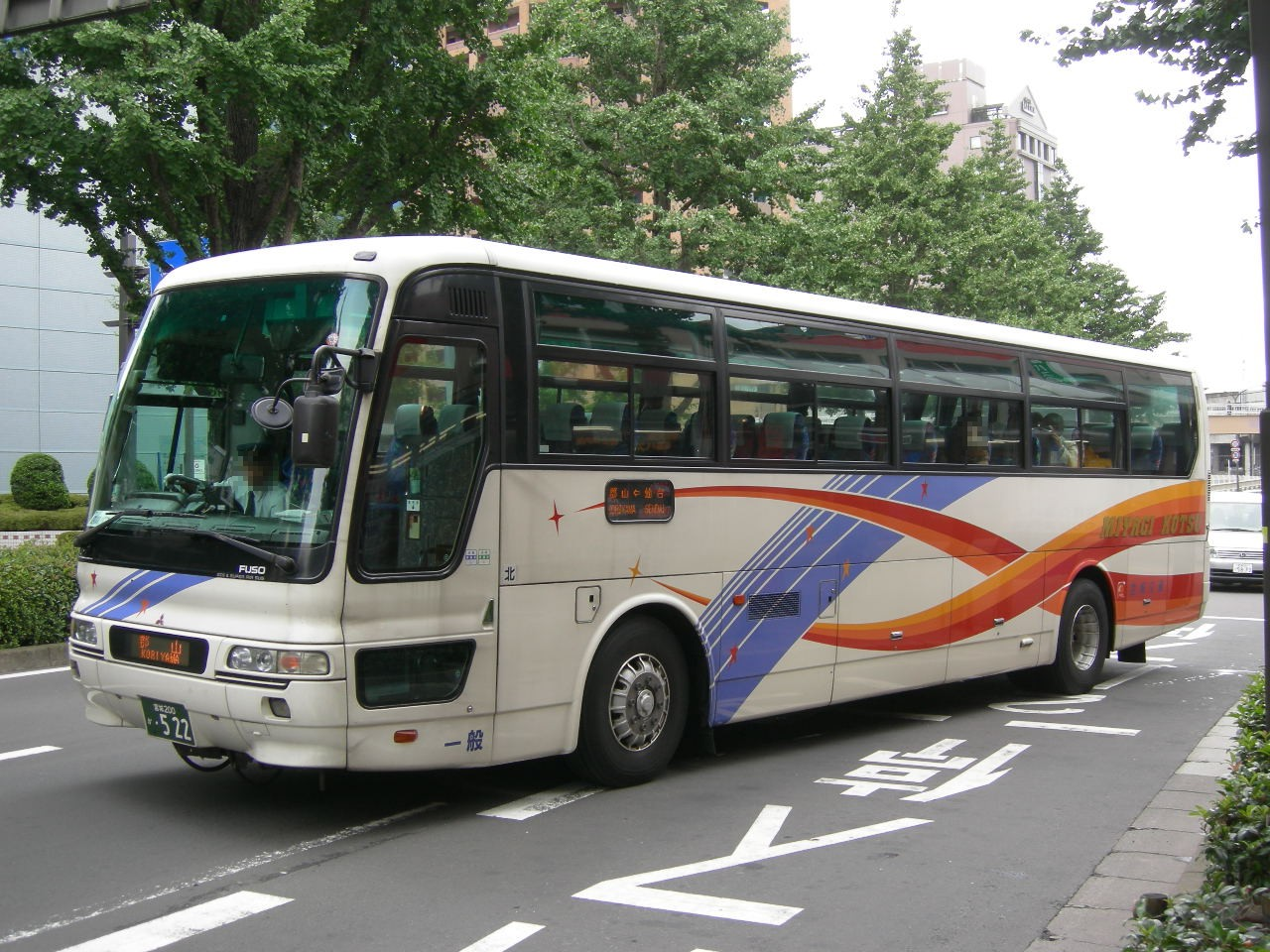
高速路線車先々代塗色（通称「七夕カラー」） 三菱KL-MS86MP （現在は廃車）
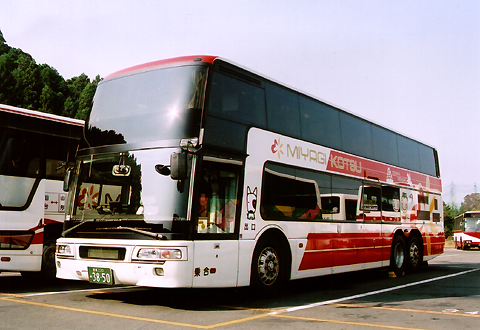
「フォレスト号」に使用された2階建てバス 三菱MU612TX （現在は廃車）

### 中古車
古くから中古車を数多く導入しており、特に1980年代末以降には神奈川中央交通・東京都交通局・西武バス・京浜急行バスなど首都圏の大手バス会社から大量に譲受している。最近では、前述の名鉄バスのほか、2010年頃からは名古屋市営バス・京王電鉄バスからの譲受車も増加している。三菱車や富士重工製車体を中心にいわゆる「サンプルカー」が多いのも特徴である。また、元自家用用途の車両を改造して使用する例も見られ、中古車両の陣容は非常に多岐にわたる。サンプルカーは車両老朽化により2021年までに全車両廃車された。
2002年と2004年には、仙台市交通局からの路線委譲にあわせて車両も移譲された。当初は市バス色のままで走っていた車両も多かったが、ほどなく全車が宮交カラーに塗り変わった。特徴としては 、窓に青色のスモークがかかっている（一部を除く）、運賃箱が市バスと同じ、シートモケットが緑色であることなどがあげられる。2016年頃に全車両が廃車となっている。2015年以降は名鉄バスのKL-MP 35/37 系の移籍が続いている。
- 過去に在籍した譲受車

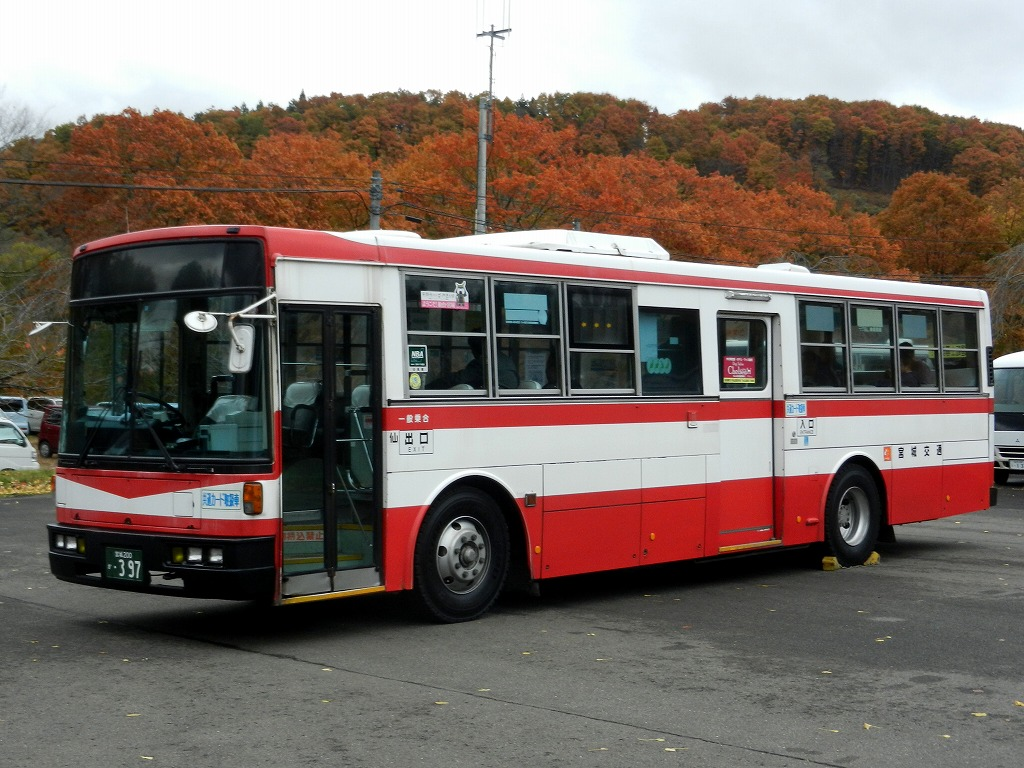
西武バスからの移籍車 日デU-UA440NSN
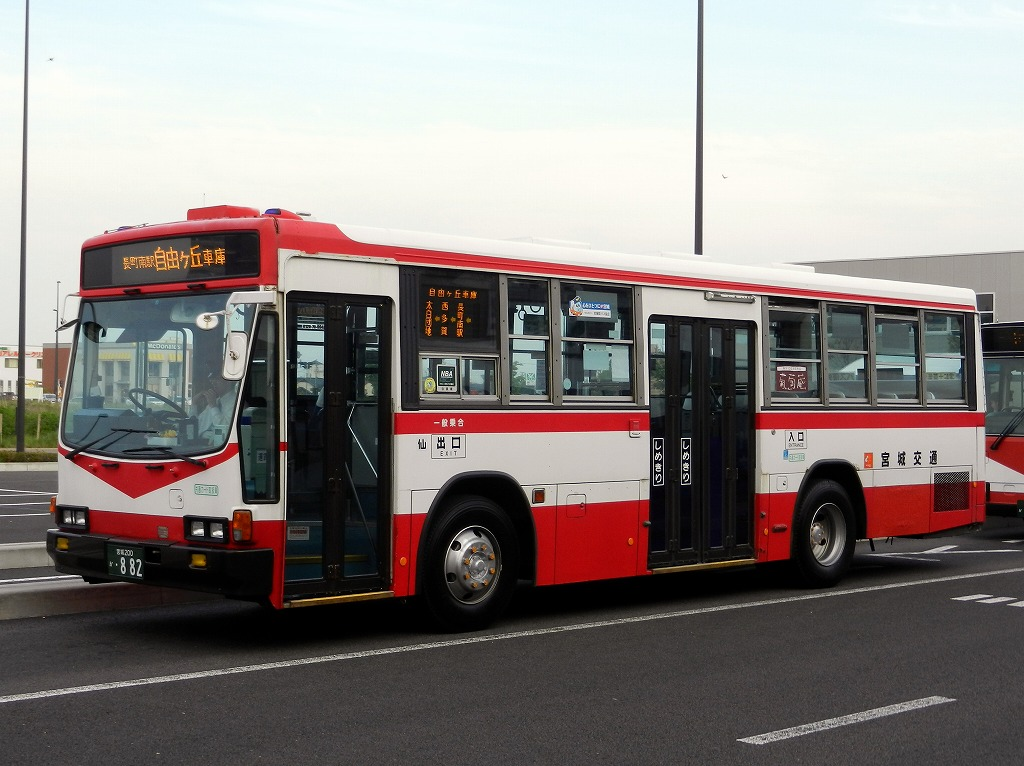
東京都交通局からの移籍車 いすゞU-LV324K
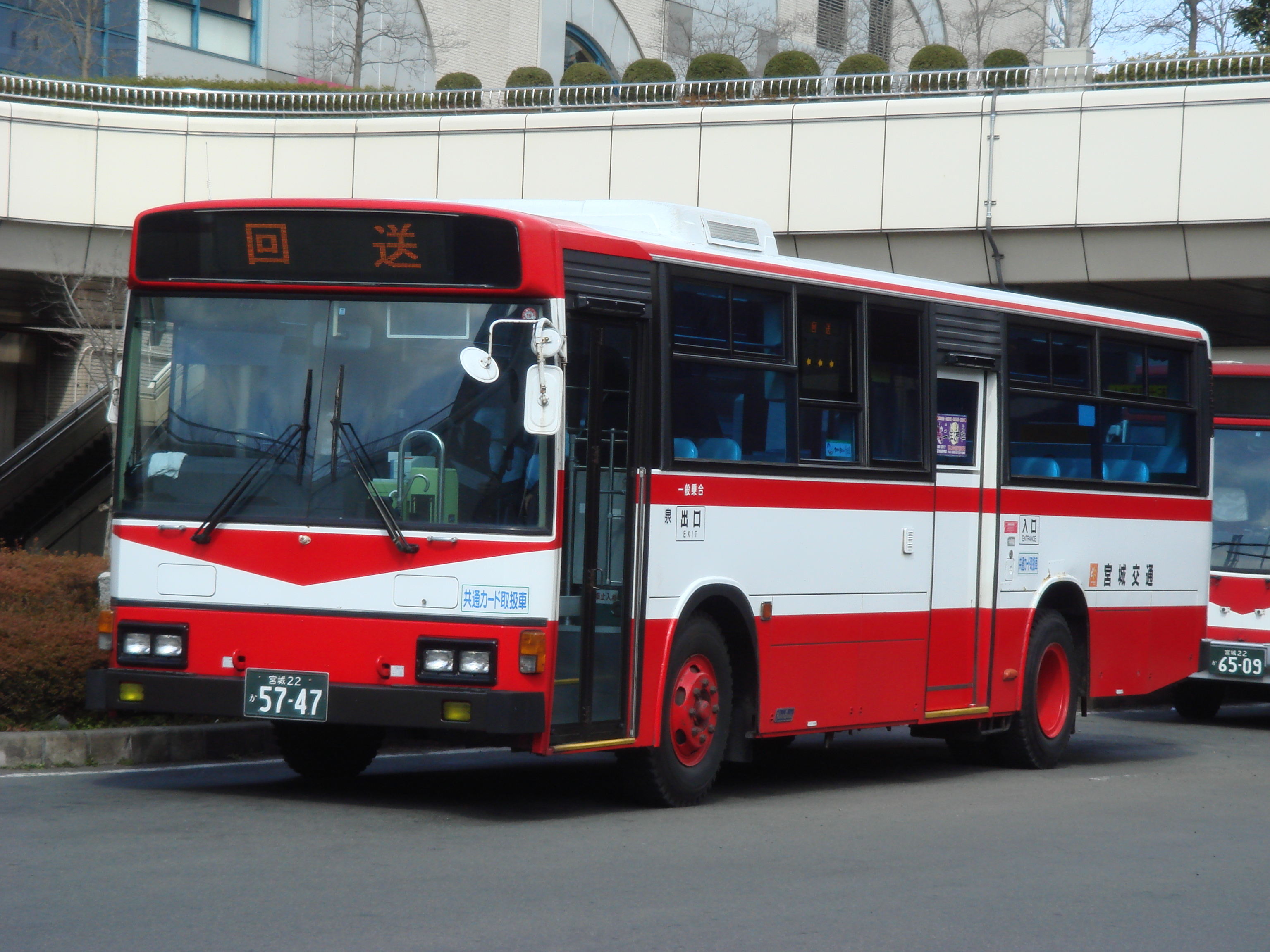
仙台市交通局からの移籍車 日野U-HU2MMAA
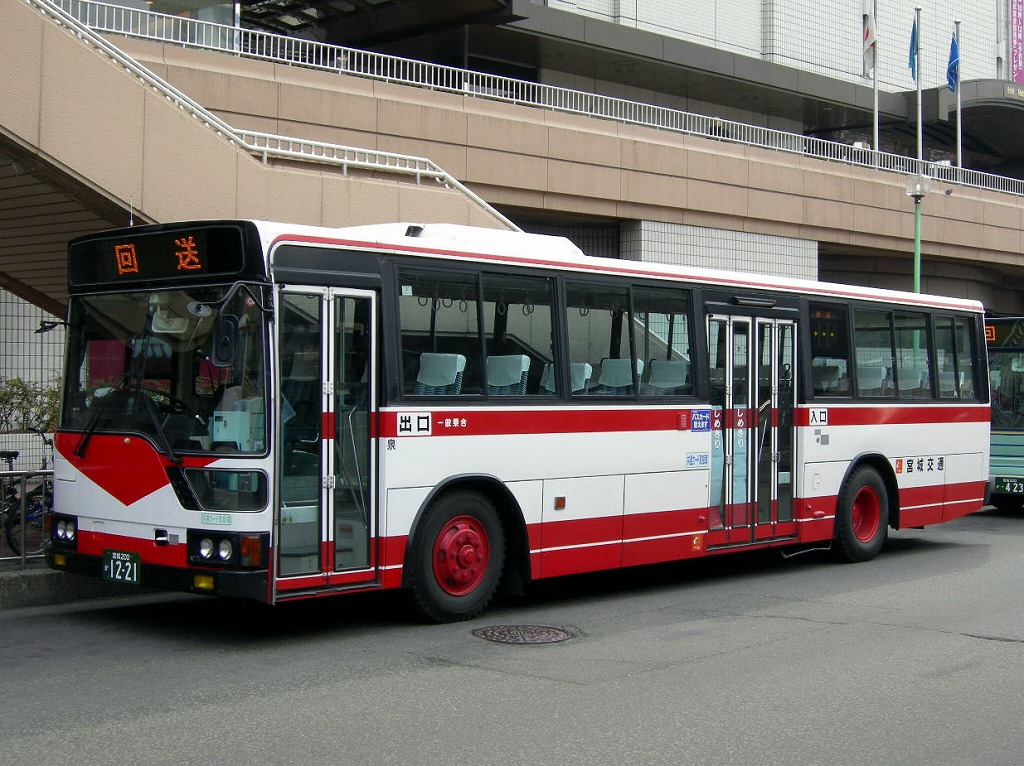
名鉄バスからの移籍車 三菱U-MP218P
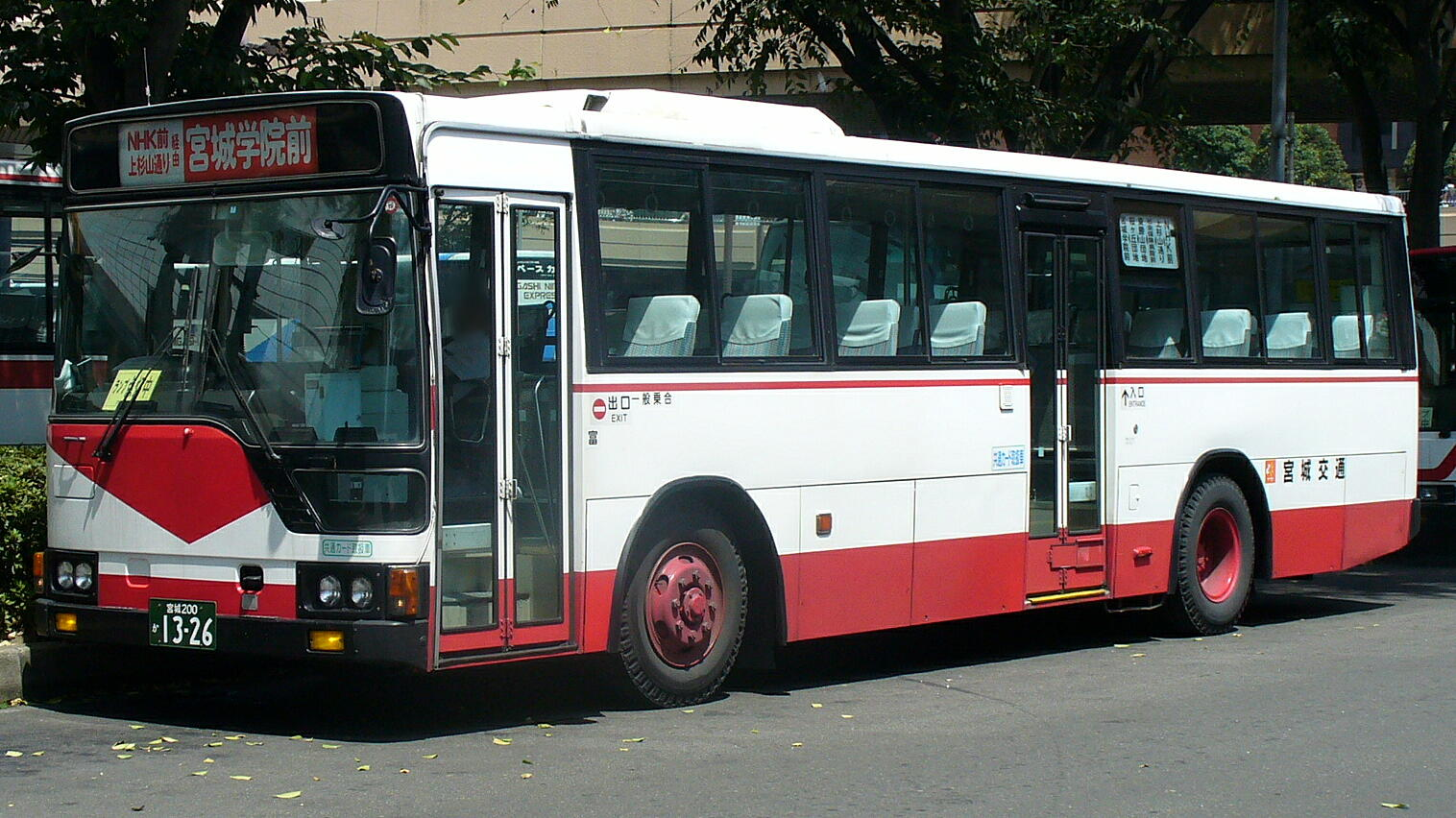
名鉄バスからの移籍車（元空港線用） 三菱U-MP218M
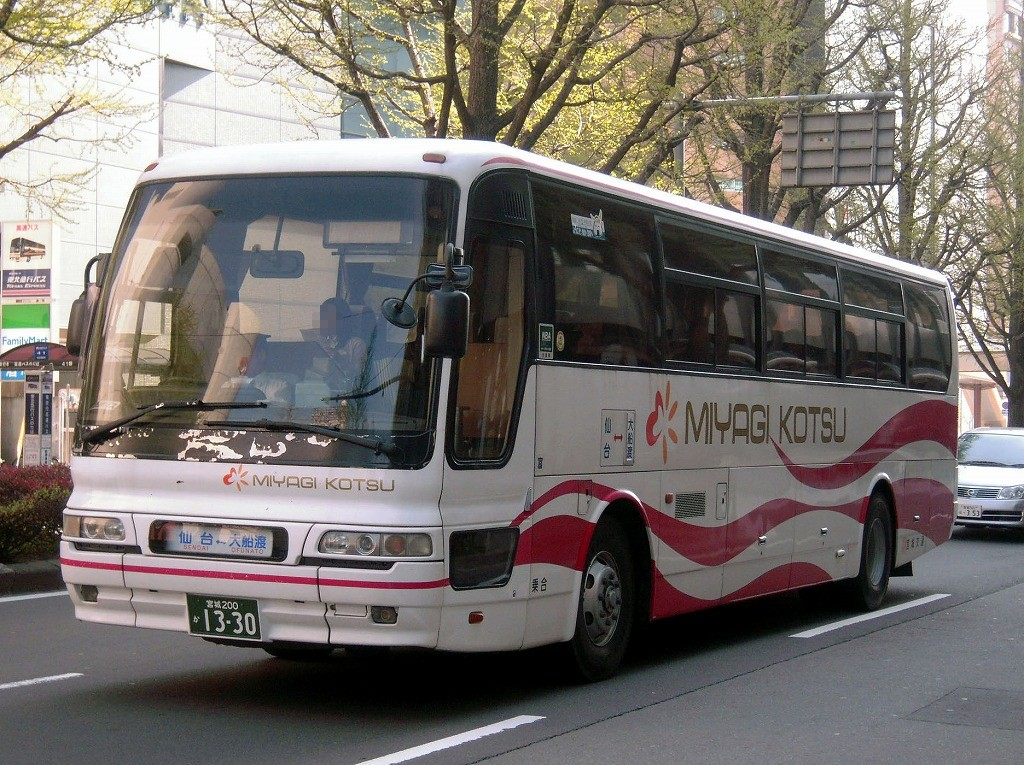
名鉄バスからの移籍車（高速車） 三菱U-MS826P
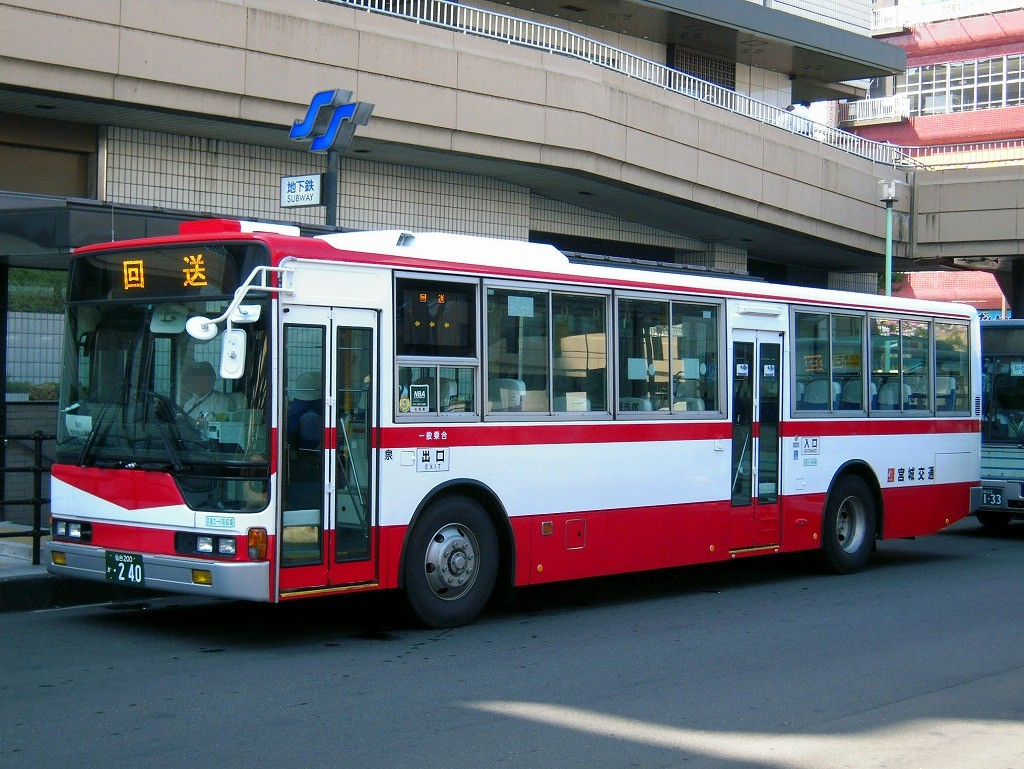
名古屋市交通局からの移籍車 三菱KC-MP717P
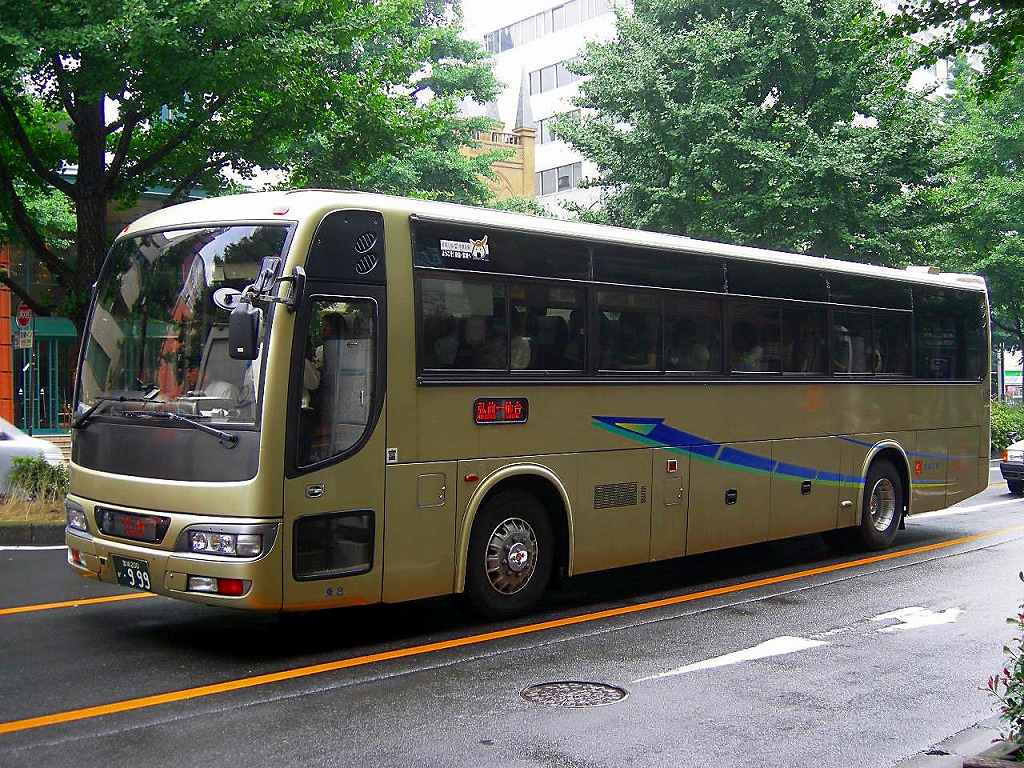
東京モーターショー出展車両の一例 日デKL-RA552RBN （塗色変更前）

### 公衆無線LAN設備
一般路線車両には、ほとんどの車両でau Wi-Fi SPOTの装置が装備され、auユーザー は、無料で利用可能。2016年4月からは、宮城交通高速バスセンターの待合室でもWi-Fiサービスの運用が開始された。
高速バスの車両では、au Wi-Fi SPOT装備の場合とソフトバンクWi-Fiスポット装備の場合 とがあり、運用次第で異なっていた が、2018年5月より順次「MIYAKOH Free Wi-Fi」が導入され、キャリアやデバイスを問わずにWi-Fiサービスが受けられるようになっている（2019年5月末までにミヤコーバスを含め全路線への導入完了）。

## 事故
2014年3月3日の5時10分頃、富山県小矢部市の北陸自動車道上り線小矢部川サービスエリアにおいて、宮城交通の夜行高速バス「エトアール号」（仙台駅21時45分発、金沢駅経由加賀温泉駅行）が、大型トラック2台に衝突し、バスの運転士と乗客の計2人が死亡。残る乗客23人とトラックの運転手1人も重軽傷を負い、病院に搬送された。翌3月4日には自動車運転過失致死傷の疑いで富山県警が宮交本社へ家宅捜索に入った。
この事故の原因は、運転士が運転中に何らかの原因で意識を失い発生したとみられるが、意識を失った原因は不明。後日、死亡した運転士は被疑者死亡のまま書類送検されている。
これを受け、宮城交通は2014年4月22日に高速バスに関する安全対策を発表。夜行高速バスに運用されている全車両10両を全て衝突被害軽減ブレーキ付の車両に更新すること、健康診断で1つでも異常が発見された場合は夜行高速バスの乗務から外す、昼行・夜行全高速バス全66両に車両ふらつき警報を装着することをそれぞれ発表した。また同年6月25日には、国土交通省東北運輸局から青沼正喜社長に道路運送法違反が確認されたとして、警告書が交付された。
2017年9月9日には、グループ会社のミヤコーバスで東北自動車道を走行中にバスが急に減速。運転士がうめき声を上げた後に意識を失い、中央分離帯に接触。異変に気づいた乗客がバスを停車させるという事故も発生した。乗客に怪我はなく、運転士は緊急搬送されたが死亡が確認された。
2023年7月25日には長町南駅太白区役所前バス停にて、名取営業所の車両に仙台営業所のバスが追突する事故が発生した。

## その他

### 東日本大震災における臨時バスの運行
2011年3月11日に発生した東日本大震災および同年4月7日に発生した余震の影響により、宮城県内のJR各路線が運休したことから、主に仙台市内と県内各地および福島県北部を結ぶ代替輸送のための臨時バスを運行した。
運行路線と運行期間（日付は特記なきものはすべて2011年）は以下のとおり。なお、子会社のミヤコーバスが単独運行した臨時バスについては、ミヤコーバス#臨時バスの運行を参照。
- 仙台 - 気仙沼線（3月18日 - 4月3日。ミヤコーバスと共同運行）
  - 運行回数：1日1往復
  - 乗降箇所：（仙台）県庁市役所前、（気仙沼）気仙沼市総合体育館
  - 4月4日以降はミヤコーバスの単独運行となる。

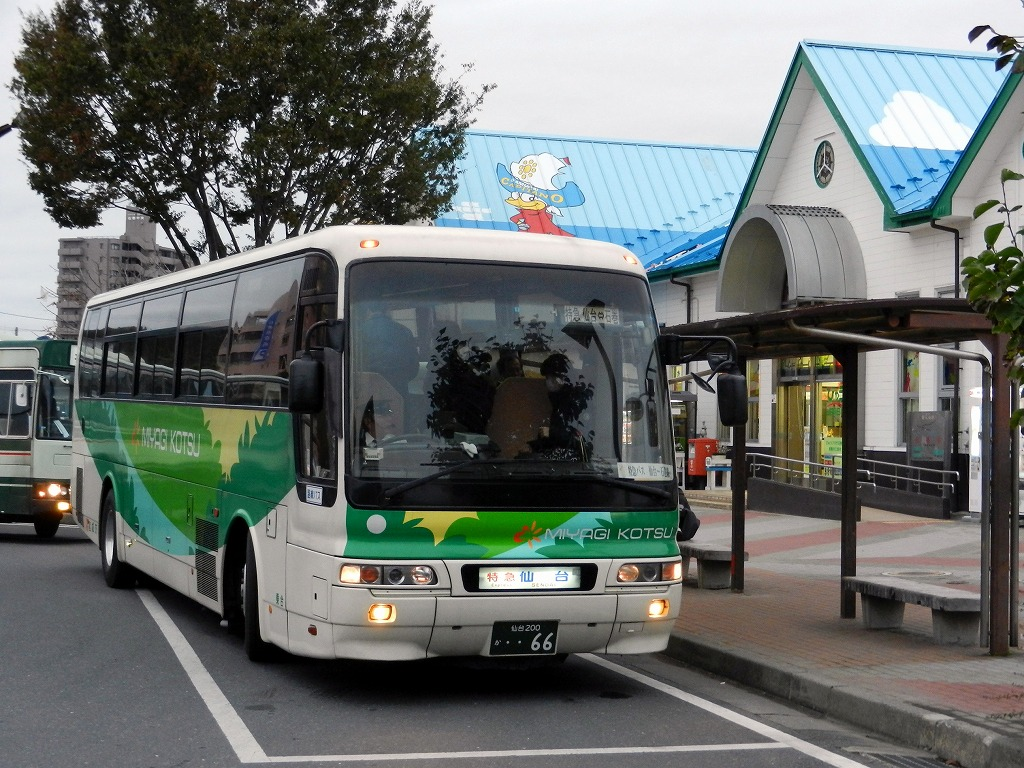
仙台 - 石巻線（臨時バス）

- 仙台 - 石巻線（3月19日 - 2012年3月16日。ミヤコーバスと共同運行）
  - 運行回数：1日4往復（以降順次増便。 ※詳細は、仙台 - 石巻線#歴史を参照。）
  - 乗降箇所：（仙台）仙台駅前、（石巻）大橋臨時発着場（4月10日まで）、矢本、大街道新橋、イオン石巻、蛇田歩道橋、石巻駅前、石巻専修大学（平日のみ、以上4月11日から）、中央三丁目（乗車のみ）、千石町（降車のみ）、石巻営業所（以上10月28日から）
  - 運行開始から当分の間は、仙台宮城IC・東北自動車道・仙台北部道路・三陸沿岸道路を経由した。
- 仙台 - 山元線（3月25日 - 4月1日）
  - 運行回数：1日3往復（予約制）
  - 乗降箇所：（仙台）仙台駅東口、（山元）山元町役場
- 仙台 - 相馬線（3月25日〜。福島交通と共同運行）
  - 運行回数：1日4往復（各社2往復ずつ）→1日8往復（各社4往復ずつ。2012年2月1日より。 ※以降の運行については、高速バス・特急バスを参照。
  - 乗降箇所：（仙台）仙台駅前（宮城交通仙台高速バスセンター）、（新地）新地町役場（新地小川、3月28日より）（相馬）福島交通相馬営業所、相馬市役所前
- 仙台 - 伊達線（3月30日 - 5月22日。福島交通と共同運行）
  - 運行回数：1日5往復（宮交2、福交3）
  - 乗降箇所：（仙台）仙台駅前（宮城交通仙台高速バスセンター）、（伊達）福島交通梁川営業所、梁川中町（※1）、保原中央公民館（※1）、保原バスセンター
  - （※1）の停留所は5月1日より停車。

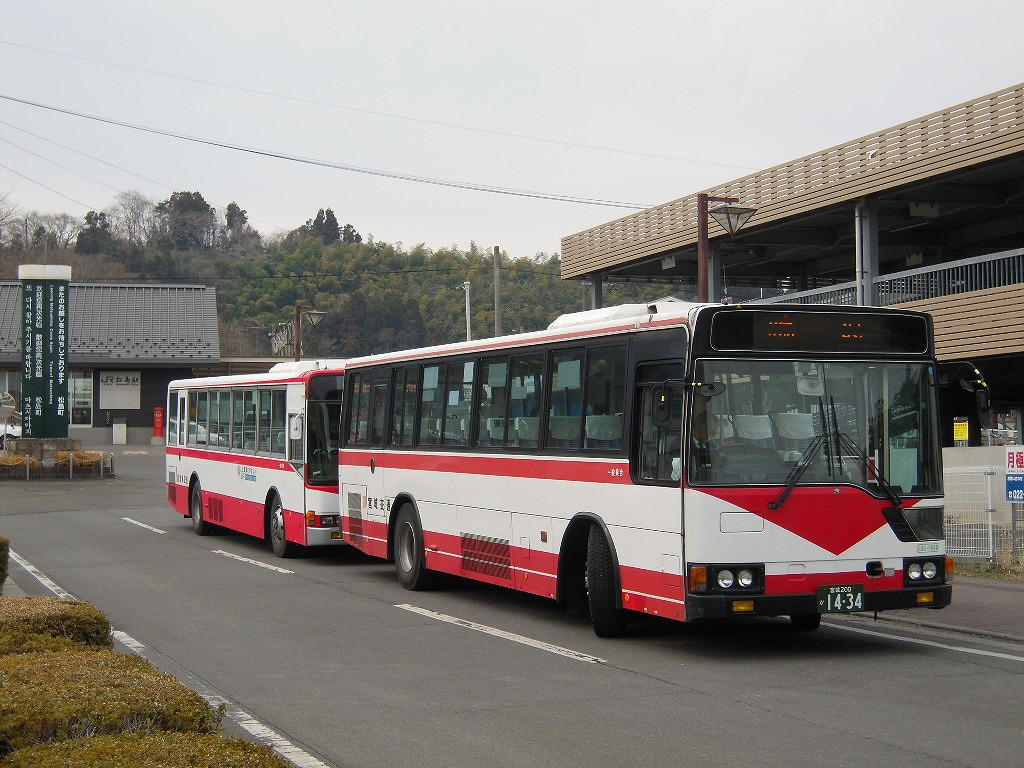
臨時バス。前が鹿島台 - 松島線、後が松山 - 松島線（JR松島駅前にて）

- 鹿島台 - 松島線（4月5日 - 4月8日。ミヤコーバスと共同運行）
  - 運行回数：1日7往復
  - 乗降箇所：（鹿島台）鎌田記念ホール、（松島）JR松島駅前
- 松山 - 松島線（4月5日 - 4月8日）
  - 運行回数：1日4往復
  - 乗降箇所：（松山）JR松山町駅前、（松島）JR松島駅前
- 仙台 - 鹿島台線（4月11日 - 4月20日。ミヤコーバスと共同運行）
  - 運行回数：1日2往復
  - 乗降箇所：（仙台）仙台駅前、（鹿島台）鎌田記念ホール

## 関連会社

### 連結子会社
- ミヤコーバス
  - 築館・佐沼・気仙沼・古川・石巻・白石・村田・名取・吉岡・塩釜にて宮城交通の施設・路線を引き継ぎ営業。
- 宮交観光サービス（旧：宮城交通観光バス）
  - 本社予約センター（宮城県仙台市宮城野区）
  - 岩沼旅行センター（宮城県岩沼市）
  - 佐沼旅行センター（宮城県登米市）
- 宮交自動車整備（仙台・古川・白石・築館・佐沼・富谷）
- 宮交自動車学校

### 持分法適用関連会社
- 東日本急行（株式保有率33.3%）
- 三陸貨物（株式保有率20.0%）
- たいはっくる（株式保有率25.0%）

## 前身会社
- 秋保電気鉄道
- 仙台鉄道
- 仙北鉄道
- 金華山軌道
- 仙南温泉軌道
- 松山人車軌道

2015年現在、県内に仙南交通（乗合・貸切、仙台市太白区中田町）、宮城中央バス（貸切、加美郡加美町中新田）と称するバス事業者があるが、宮城交通および前身会社とは全く関係ない。